# Irã
Irã (português brasileiro) ou Irão (português europeu) (em persa: ايران; romaniz.: Iran, pronunciado: [ʔiːˈɾɑn] (escutarⓘ)), oficialmente República Islâmica do Irã/Irão e anteriormente conhecido como Pérsia, é um país localizado na Ásia Ocidental. Tem fronteiras a norte com Arménia, Azerbaijão e Turquemenistão e com o Cazaquistão e a Rússia através do Mar Cáspio; a leste com Afeganistão e Paquistão; ao sul com o Golfo Pérsico e o Golfo de Omã; a oeste com o Iraque; e a noroeste com a Turquia. Composto por uma área de 1 648 195 km2, é a segunda maior nação do Oriente Médio e a 18.ª maior do mundo. Com mais de 77 milhões de habitantes, o Irã é o 17.º país mais populoso do mundo.
O país é o lar de uma das civilizações mais antigas do mundo, que começa com a formação do reino de Elam em 2 800 a.C. Os povos iranianos medos unificaram o país no primeiro de muitos impérios que se iriam seguir em 625 a.C., após a nação se tornar no principal poder cultural e político dominante na região. O Irã atingiu o auge de seu poder durante o Império Aquemênida, fundado por Ciro, o Grande em 550 a.C. e que, na sua maior extensão, compunha grandes porções do mundo antigo, que se estendiam do vale do Indo, no leste, à Trácia e Macedônia, na fronteira nordeste da Grécia, tornando-se num dos maiores impérios que o mundo já vira. Os aquemênidas entraram em colapso em 330 a.C. após as conquistas de Alexandre, o Grande, mas o país alcançou uma nova era de prosperidade após o estabelecimento do Império Sassânida em 224 d.C., sob o qual o Irã se tornou uma das principais potências da Europa Oriental e da Ásia Central nos quatro séculos seguintes.
Em 633, árabes muçulmanos invadiram o Irã e conquistaram-no por volta de 651. Posteriormente, o Irã desempenhou um papel vital durante a subsequente Idade de Ouro Islâmica, produzindo diversos cientistas, acadêmicos, artistas e pensadores influentes. O surgimento em 1501 do Império Safávida promoveu o xiismo duodecimano islâmico como a religião oficial e marcou um dos divisores de águas mais importantes da história iraniana e muçulmana. A Revolução Constitucional Persa de 1906 estabeleceu o primeiro parlamento da nação, que operava dentro do sistema político de monarquia constitucional. Após um golpe de Estado apoiado por Reino Unido e Estados Unidos em 1953, o Irã tornou-se gradualmente autocrático. A crescente oposição contra a influência estrangeira e a repressão política culminou com a Revolução Iraniana, que acabou por criar uma república islâmica em 1.º de abril de 1979.
Um país geograficamente diverso, mas principalmente montanhoso, o Irã sempre teve uma importância geopolítica significativa devido à sua localização, no cruzamento entre o Sul, o Centro e o Ocidente da Ásia. Teerão é a sua capital e a maior cidade, servindo como o centro cultural, financeiro e industrial da nação. O Irã é uma potência média e regional e exerce uma grande influência na segurança energética internacional e na economia mundial através das suas grandes reservas de combustíveis fósseis, que incluem a maior oferta de gás natural no mundo e a quarta maior reserva comprovada de petróleo. O Irã é um dos membros fundadores da Organização das Nações Unidas (ONU), do Movimento Não Alinhado, da Organização da Conferência Islâmica (OCI) e da Organização dos Países Exportadores de Petróleo (OPEP). Seu sistema político único, baseado na constituição de 1979, combina elementos de uma democracia parlamentar com os de uma teocracia religiosa dirigida por clérigos nacionais, na qual a mais alta autoridade governamental é o Líder Supremo. Apesar de ser uma nação multicultural que inclui vários grupos étnicos e linguísticos, o islamismo xiita e o persa são os únicos classificados como a religião e o idioma oficiais do país, respectivamente.

## Etimologia
O nome Irã(pt-BR) ou Irão(pt-PT?) (em persa: ایران) do persa moderno deriva do termo proto-iraniano "Ariana" (Aryānā), que significa "terra dos arianos", palavra registada pela primeira vez no Avestá da tradição do zoroastrismo. O termo "Erã" (Ērān) foi encontrado em referência ao Irã, numa inscrição persa do século III e numa inscrição parta onde o termo "árias" (aryān) é usado em referência aos iranianos.
Historicamente o Irã tem sido referido como Pérsia, ou algum outro termo similar (La Perse, Persien, Perzië, etc), pelo mundo ocidental, principalmente devido aos escritos de historiadores gregos que chamavam o Irã de Pérsis (Περσίς) ("terra dos persas"). Em 1935, o xá Reza Xá Pálavi pediu que a comunidade internacional se referisse ao país como Irão/Irã. A oposição à mudança de nome levou à reversão da decisão e, em 1959, ambos os nomes eram usados indistintamente. Atualmente, os termos Pérsia e Irão/Irã' são usados alternadamente em contextos culturais; no entanto, este último é o nome mais usado oficialmente em contextos políticos.
O uso histórico e cultural mais amplo do termo Irão/Irã não está restrito ao Estado moderno homônimo. Irānshahr ou Irānzamīn (mundo iraniano) são termos que correspondem a territórios de zonas culturais ou linguísticas iranianas. Além do território do Irã moderno, a nação também incluía partes do Cáucaso, da Mesopotâmia, do subcontinente indiano e da Ásia Central.

## História

### Pré-história

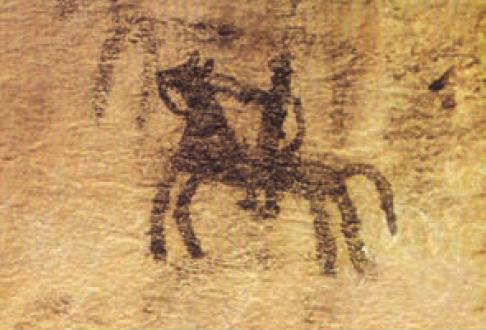
Pintura rupestre na caverna Doushe, no Lorestão, do oitavo

Os primeiros artefatos arqueológicos atestados no Irã, como aqueles escavados em Kashafrud e Ganj Par no norte do Irã, confirmam a presença humana no Irã desde o Paleolítico Inferior. Artefatos neandertais do Paleolítico Médio foram encontrados principalmente na região de Zagros, em locais como Warwasi e Yafteh. Do décimo ao sétimo milênio a.C., as primeiras comunidades agrícola começaram a florescer em e ao redor da região de Zagros no oeste do Irã, incluindo Chogha Golan, Chogha Bonut e Chogha Mish.
A ocupação de aldeias agrupadas na área de Susã, conforme determinado por datação por radiocarbono, varia de 4 395–3 955 a.C. a 3 680–3 490 a.C. Existem dezenas de sítios pré-históricos em todo o planalto iraniano, apontando para a existência de culturas antigas e assentamentos urbanos no quarto milênio a.C.. Durante a Idade do Bronze, o território do atual Irã foi o lar de várias civilizações, incluindo Elão, Jiroft e Zayanderud. Elão, a mais proeminente dessas civilizações, desenvolveu-se no sudoeste ao lado das da Mesopotâmia e continuou sua existência até o surgimento dos impérios iranianos. O advento da escrita em Elão foi paralelo à Suméria e a escrita cuneiforme elamita foi desenvolvida ao longo do terceiro milênio a.C.
Do século XXXIV ao século XX a.C., o noroeste do território iraniano fez parte da cultura Kura-Araxes, que se estendeu até o Cáucaso e a Anatólia. Desde o primeiro segundo milênio a.C., os assírios se estabeleceram em áreas do oeste do Irã e incorporaram a região a seus territórios.

### Antiguidade

Extensão do primeiro império persa, o Império Aquemênida, sob o reinado de

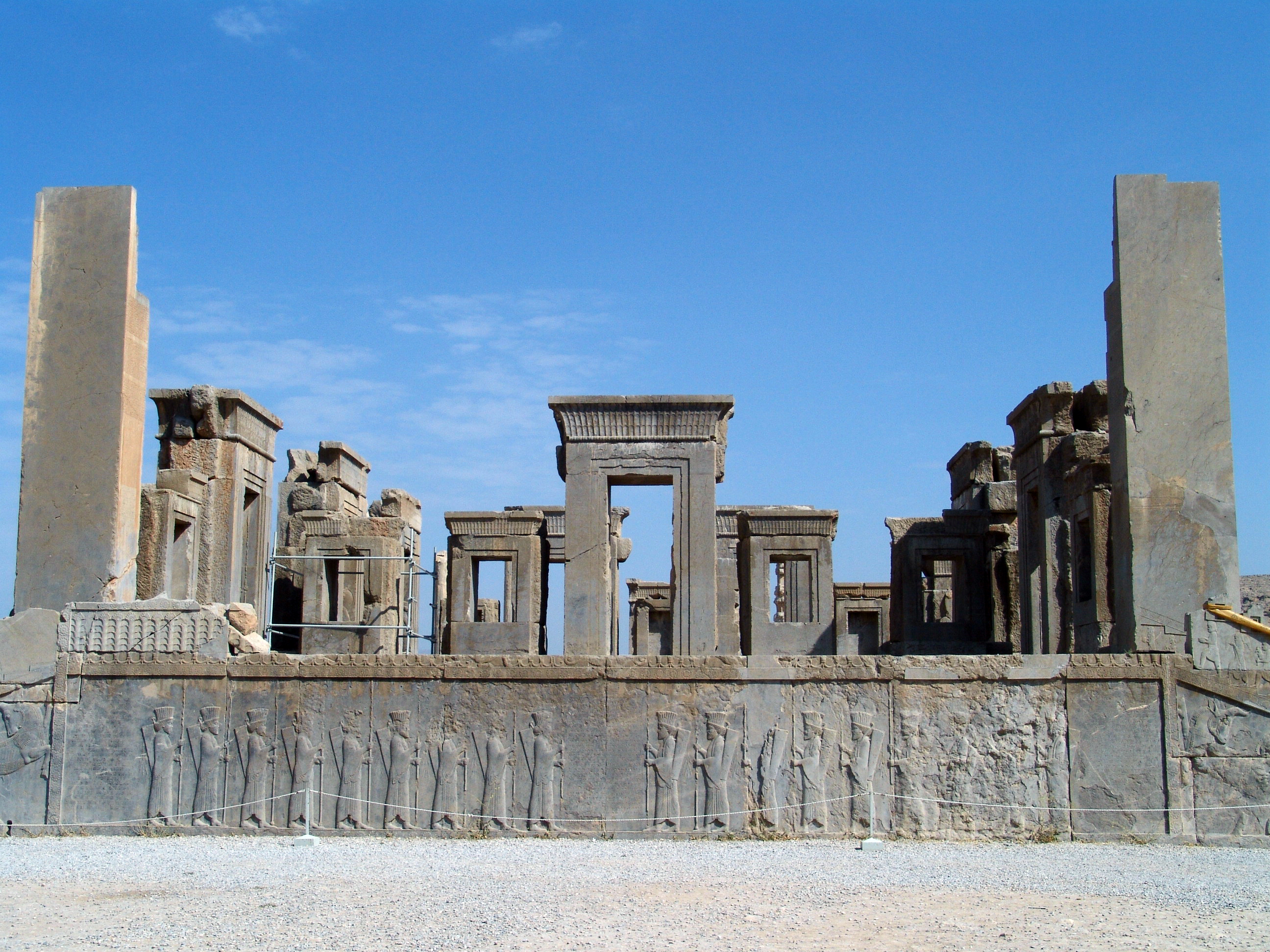
Ruínas de Persépolis, a antiga capital do Império Aquemênida e agora um Património da Humanidade pela UNESCO

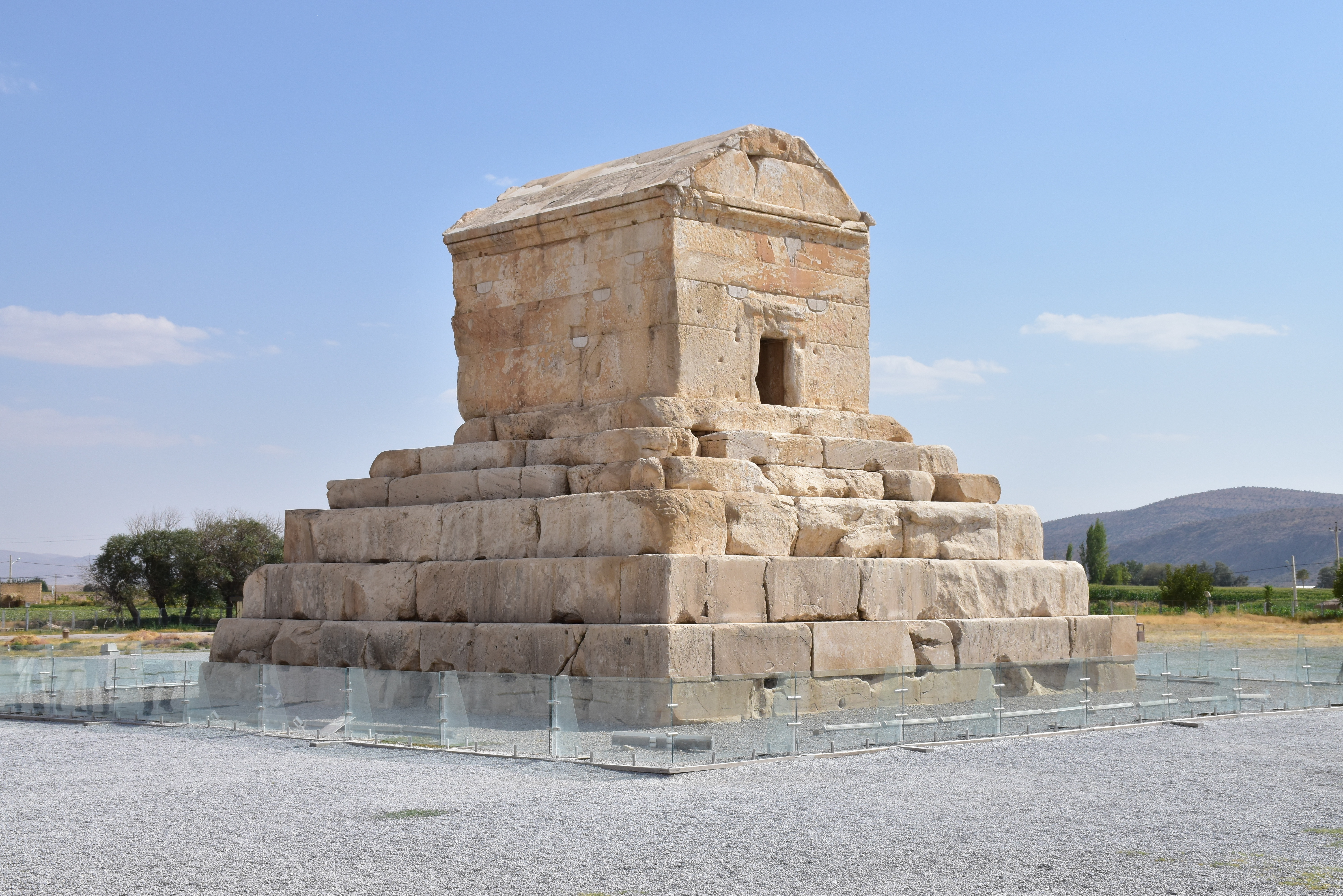
Tumba de Ciro, o Grande, fundador do Império Aquemênida, em Pasárgada

No segundo milênio a.C., os antigos povos iranianos chegaram ao que hoje é o Irã vindos das estepes da Eurásia, rivalizando com os colonos nativos da região. À medida que os iranianos se dispersaram na área mais ampla do Grande Irã e além, as fronteiras do território iraniano atual foram dominadas pelas tribos dos medos, persas e partas.
Do final do século X ao final do século VII a.C., os povos iranianos, juntamente com os reinos "pré-iranianos", caíram sob o domínio do Império Assírio, baseado no norte da Mesopotâmia. Sob o rei Ciaxares, os medos e persas fizeram uma aliança com o governante babilônico Nabopolassar, bem como com os citas e cimérios iranianos, e juntos atacaram o Império Assírio. A guerra civil devastou o Império Assírio entre 616 e 605 a.C., libertando assim seus respectivos povos de três séculos de domínio assírio. A unificação das tribos medas sob o rei Deioces em 728 a.C. levou à fundação do Império Medo que, por volta de 612 a.C., controlava quase todo o território do atual Irã e da Anatólia oriental. Isso também marcou o fim do reino de Urartu, que foi posteriormente conquistado e dissolvido.
Em 550 a.C., Ciro, o Grande, filho de Mandane e de Cambises I, assumiu o domínio do Império Medo e fundou o Império Aquemênida unificando outras cidades-Estado. Em sua maior extensão, o Império Aquemênida incluía territórios dos atuais Irã, Azerbaijão (Arrã e Shirvan), Armênia, Geórgia, Turquia (Anatólia), grande parte das regiões costeiras do mar Negro, nordeste da Grécia e sul da Bulgária (Trácia), norte da Grécia, Macedônia do Norte, Iraque, Síria, Líbano, Jordânia, Israel e os territórios palestinos, todos os centros populacionais significativos do Antigo Egito, extremo oeste da Líbia, Kuwait, norte da Arábia Saudita, partes de Emirados Árabes Unidos e Omã, Paquistão, Afeganistão e grande parte da Ásia Central, tornando-o o maior império que o mundo já viu.
Estima-se que em 480 a.C., 50 milhões de pessoas viviam no Império Aquemênida. O império em seu auge governou mais de 44% da população mundial, o número mais alto desse tipo do que qualquer outro império na história.
O Império Aquemênida é conhecido pela libertação dos exilados judeus na Babilônia, construindo infraestruturas como a Estrada Real Persa e o Chapar Khaneh (serviço postal), e o uso de uma língua oficial, o aramaico imperial, em todos os seus territórios. O império tinha uma administração burocrática centralizada sob o imperador, um grande exército profissional e serviços civis, inspirando desenvolvimentos semelhantes em impérios posteriores.
O conflito nas fronteiras ocidentais começou com a Revolta Jônica, que irrompeu nas Guerras Greco-Persas e continuou durante a primeira metade do século V a.C., e terminou com a retirada dos aquemênidas de todos os territórios dos Bálcãs e da Europa Oriental propriamente dita.
Em 334 a.C., Alexandre, o Grande invadiu o Império Aquemênida, derrotando o último imperador aquemênida, Dario III, na Batalha de Issus. Após a morte prematura de Alexandre, o Irã ficou sob o controle do helenístico Império Selêucida. Em meados do século II a.C., o Império Parta cresceu e a arquirrivalidade geopolítica de um século entre os romanos e os partas começou culminando nas Guerras Romano-Partas. O Império Parta continuou como uma monarquia feudal por quase cinco séculos, até 224 a.C., quando foi sucedido pelo Império Sassânida. Junto com seu arquirrival vizinho, os romano-bizantinos, eles constituíram as duas potências dominantes do mundo na época por mais de quatro séculos.
Os sassânidas estabeleceram um império dentro das fronteiras alcançadas pelos aquemênidas, com capital em Ctesifonte. A Antiguidade Tardia é considerada um dos períodos mais influentes do Irã, pois sob os sassânidas sua influência alcançou a cultura da Roma antiga (e, através dela, até a Europa Ocidental), África, China e Índia, e desempenhou um papel proeminente na formação da arte medieval da Europa e da Ásia.

### Idade Média

Era dos Califas:
Expansão durante a época de Maomé, 622-632
Expansão durante o Califado Ortodoxo, 632-661
Expansão durante o Califado Omíada, 661-750

As prolongadas Guerras Bizantino-Sassânidas, principalmente a guerra de 602–628, bem como o conflito social dentro do Império Sassânida, abriram caminho para uma invasão árabe do Irã no século VII. O império foi inicialmente derrotado pelo Califado Ortodoxo, que foi sucedido pelo Califado Omíada, seguido pelo Califado Abássida. Seguiu-se um processo prolongado e gradual de islamização imposta pelo Estado, que teve como alvo a então maioria zoroastriana do Irã e incluiu perseguição religiosa, destruição de bibliotecas e templos, uma penalidade fiscal especial (jizya) e a mudança do idioma oficial.
Em 750, os abássidas derrubaram os omíadas. Árabes muçulmanos e persas de todos os estratos constituíram o exército rebelde, que foi unido pelo convertido muçulmano persa, Abu Muslim. Em sua luta pelo poder, a sociedade em sua época gradualmente se tornou cosmopolita e a velha simplicidade e dignidade aristocrática árabe foram perdidas. Persas e turcos começaram a substituir os árabes na maioria dos campos. A fusão da nobreza árabe com os povos subjugados, representada pela prática da poligamia e do concubinato, criou um amálgama social em que as lealdades se tornaram incertas e uma hierarquia de funcionários emergiu, uma burocracia primeiro persa e depois turca que diminuiu o prestígio e poder dos abássidas para sempre.
A florescente literatura, filosofia, matemática, medicina, astronomia e arte se tornaram os principais elementos na formação de uma nova era para a civilização iraniana, durante um período conhecido como Idade de Ouro Islâmica, que atingiu seu auge nos séculos X e XI, durante a qual o Irã foi o principal teatro de atividades científicas.

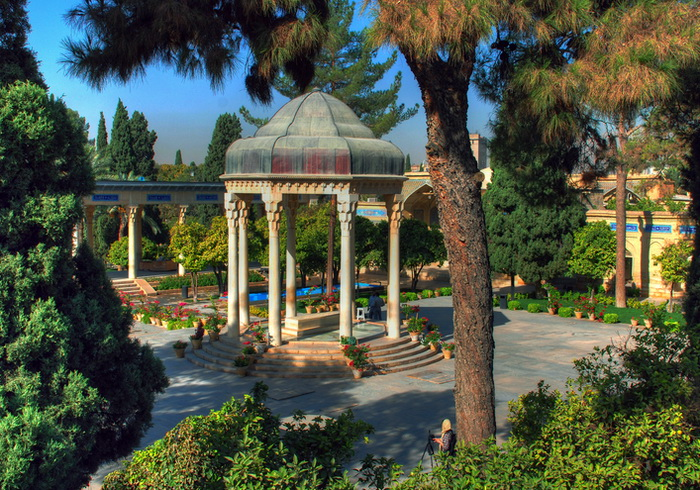
Tumba de Hafez, o poeta persa cujas obras deixaram uma marca considerável em escritores ocidentais posteriores, principalmente Goethe, Thoreau e Emerson

O século X viu uma migração em massa de tribos turcas da Ásia Central para o planalto iraniano. Essas tribos foram usados pela primeira vez no exército abássida como mamelucos (guerreiros escravos), substituindo elementos iranianos e árabes dentro do exército. Como resultado, os mamelucos ganharam um poder político significativo. Em 999, grandes porções do Irã ficaram brevemente sob o domínio do Império Gasnévida, cujos governantes eram de origem turca mameluca e, posteriormente, sob os impérios Seljúcida e Corásmio. Os seljúcidas posteriormente deram origem ao Sultanato de Rum na Anatólia, enquanto levavam consigo sua identidade completamente persianizada. O resultado da adoção e patrocínio da cultura persa pelos governantes turcos foi o desenvolvimento de uma tradição turco-persa distinta.
De 1219 a 1221, sob o Império Corásmio, o Irã sofreu uma invasão devastadora pelo exército do Império Mongol, liderado por Gengis Khan. De acordo com Steven R. Ward, "a violência e depredações mongóis mataram até três quartos da população do planalto iraniano, possivelmente 10 a 15 milhões de pessoas. Alguns historiadores estimam que a população iraniana não atingiu novamente seus níveis pré-mongóis até meados do século XX.
Após a fratura do Império Mongol em 1256, Hulagu Cã, neto de Gengis Cã, estabeleceu o Ilcanato. Em 1370, outro conquistador, Timur, seguiu o exemplo de Hulagu, estabelecendo o Império Timúrida que durou mais 156 anos. Em 1387, Timur ordenou o massacre completo da cidade de Isfahan, supostamente matando 70 mil cidadãos. Os ilcanatos e os timúridas logo passaram a adotar os modos e costumes dos iranianos, cercando-se de uma cultura que era distintamente iraniana.

### Período dinástico

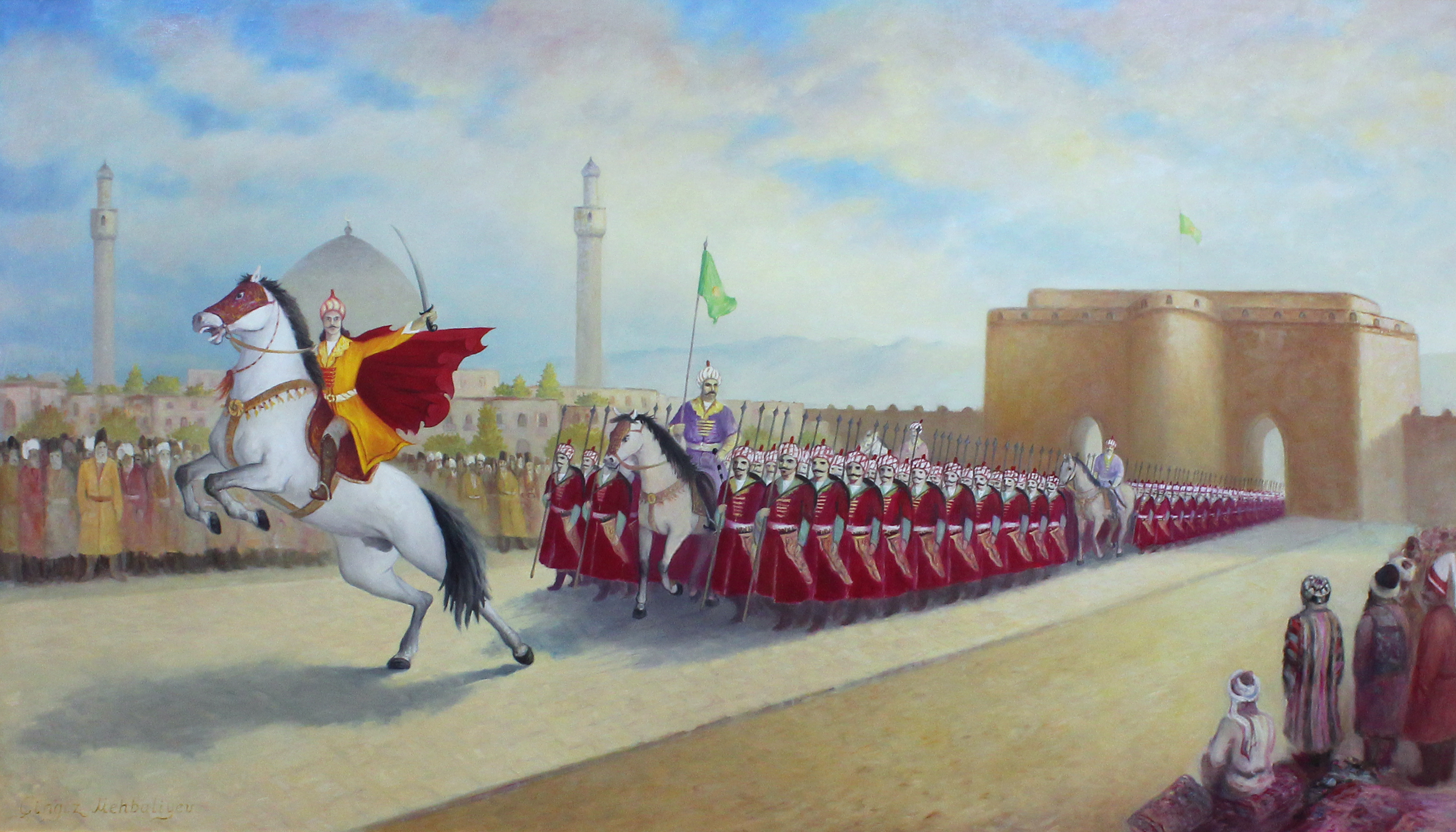
, um dos fundadores da dinastia dos safávidas (1501–1736), declara a si mesmo xá ao entrar em Tabriz

Entre 1501 e 1736 a Pérsia foi dominada pelos safávidas. O fundador desta dinastia, Ismail I, era filho de Safiadim, chefe de uma ordem sufista, que se apresentava como descendente do sétimo imã, Muça Alcazim. Em 1501, Ismail I tomou Tabriz, a qual fez a sua nova capital, e tomou o título de xá. Os safávidas proclamaram o islão xiita como a religião estatal e através do proselitismo e da força converteram a população a esta doutrina religiosa.
As duas principais ameaças exteriores dos safávidas foram os uzbeques e os otomanos. Os primeiros representavam uma ameaça para o Coração, mas foram derrotados por Ismail em 1510 e empurrados para o Turquestão. Quantos aos otomanos, seriam autores de um duro golpe ao estado safávida em 1524, quando as forças do sultão Selim I derrotaram os safávidas em Tchaldirã, tendo ocupado Tabriz. Em 1533, o sultão Soleimão ocupou Bagdade, tendo alargado o domínio otomano sobre o sul do Iraque.
O apogeu dos safávidas foi atingido durante o reinado de Abas I, que procedeu a uma reorganização do exército e transferiu a capital para Isfaã (cidade do interior, longe da ameaça otomana), onde mandou construir mesquitas, palácios e escolas. Em 1602, Abas expulsou os portugueses do Barém e em 1623 de Ormuz, locais onde estes se tinham estabelecido para controlar o comércio da Índia e do Golfo Pérsico. Estabeleceu um monopólio estatal sobre o comércio da seda e concedeu privilégios aos ingleses e neerlandeses. O declínio da Pérsia safávida iniciou-se após a morte de Abas I, durante os reinados de Safi (1629–1642) e Abas II (1642–1667).

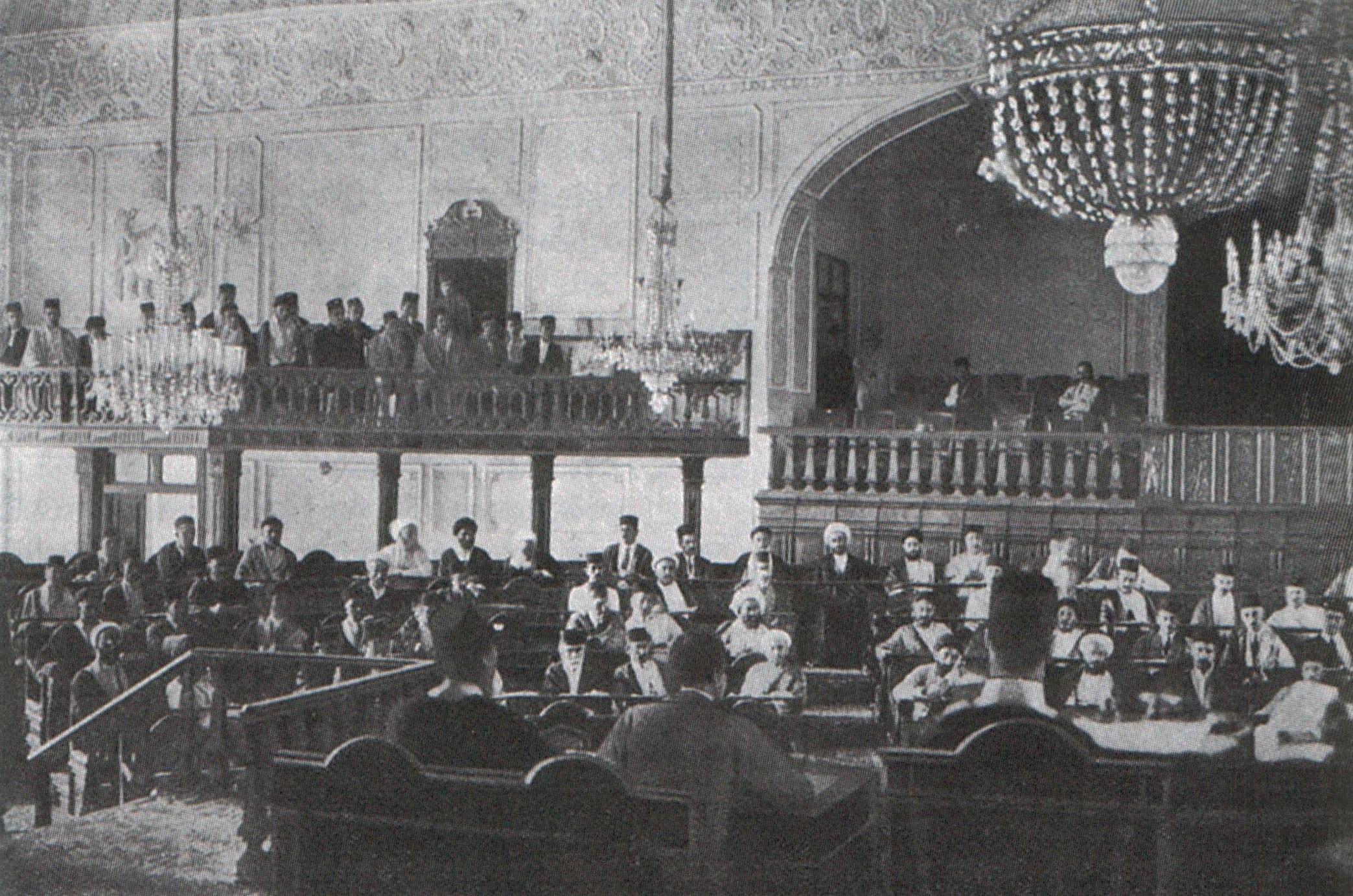
O primeiro parlamento iraniano foi estabelecido em 1906

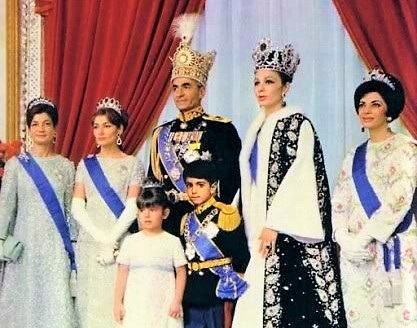
Mohammad Reza Pahlavi, o último xá da dinastia Pahlavi, reunido com a família imperial em sua coroação, em 1967

Em 1722, a Pérsia foi invadida por tribos afegãs, que tomaram Isfaã. Em 1736, depois de ter expulsado os afegãos, o líder turcomano Nader Xá, um dos chefes dos afexares, funda a dinastia dos Afexáridas. Nader Xá alargou o seu domínio para leste, tendo invadido a Índia em 1738, de onde trouxe muitos tesouros para o Irã. Foi assassinado em 1747.
A dinastia dos Afexaridas foi seguida pela dinastia Zande (1750–1794), fundada por Carim Cã, um chefe da região de Pérsis, que estabeleceu sua capital em Xiraz. Carim Cã, governou até 1779 num clima de relativa paz e prosperidade, mas quando morreu a dinastia Zande não conseguiu se impor. Logo depois o país conheceria um novo período conturbado, que durou até 1794, quando Aga Maomé Cã, chefe de uma tribo turca, funda a dinastia Cajar. Esta permanecerá no poder até 1921, movendo-se em uma arena onde as novas potências — a Rússia imperial e o império britânico — exerceriam grande influência política sobre os reis cajares. O Irã, entretanto, conseguiu manter sua soberania e nunca foi colonizado.
Durante o reinado de Fate Ali Xá o Irã foi derrotado em duas guerras com a Rússia, que tiveram como consequências a perda da Geórgia, do Daguestão, de Bacu e da Arménia caucasiana. A modernização do Irã iniciou-se no reinado de Naceradim Xá, durante o qual se procura lutar contra a corrupção na administração, assistindo-se à fundação de escolas, abertura de estradas e à introdução do telégrafo e do sistema postal. A aspiração por modernizar o país levou à revolução constitucional persa de 1905–1921 e à derrubada da dinastia Cajar, subindo ao poder Reza Xá Pahlavi. Este pediu formalmente à comunidade internacional que passasse a referir-se ao país como Irã e não mais Pérsia.
Em 1941, durante a Segunda Guerra Mundial, o Reino Unido e a União Soviética invadiram o Irã, de modo a assegurar para si próprios os recursos petrolíferos iranianos. Os Aliados forçaram o xá a abdicar em favor de seu filho, Mohammad Reza Pahlavi, em quem enxergavam um governante que lhes seria mais favorável. Em 1953, após a nacionalização da Anglo-American Oil Company, um conflito entre o xá e o primeiro-ministro Mohammed Mossadegh levou à deposição e prisão deste último. O reinado do xá tornou-se progressivamente ditatorial, especialmente no final dos anos 1970. Com apoio estadunidense e britânico, Reza Pahlavi continuou a modernizar o país, mas insistia em esmagar a oposição do clero xiita e dos defensores da democracia.

### República Islâmica

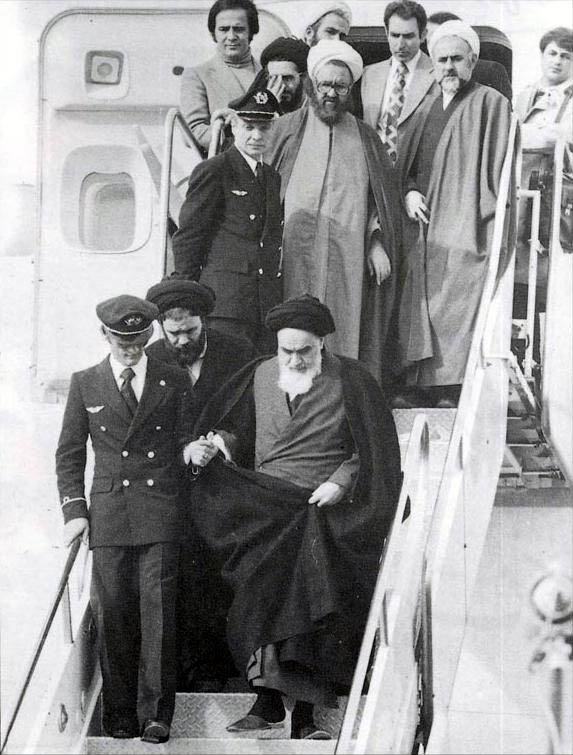
Em 1979, Ruhollah Khomeini, o líder da Revolução Iraniana, volta ao Irã após 14 anos no exílio

A Revolução de 1979, mais tarde conhecida como "Revolução Islâmica", começou em janeiro de 1978 com as primeiras grandes manifestações contra o xá. Após um ano de greves e manifestações paralisando o país e sua economia, Mohammad Reza Pahlavi fugiu para os Estados Unidos e Ruhollah Khomeini voltou do exílio para Teerã em fevereiro de 1979, formando um novo governo. Depois de realizar um referendo, o Irã tornou-se oficialmente uma república islâmica em abril de 1979. Um segundo referendo em dezembro de 1979 aprovou uma constituição teocrática.
Os levantes nacionais imediatos contra o novo governo começaram com a rebelião curda de 1979 e os levantes do Cuzistão, junto com os levantes no Sistão-Baluchistão e outras áreas. Nos anos seguintes, essas revoltas foram subjugadas de maneira violenta pelo novo governo islâmico. O novo governo começou a expurgar oposição política não islâmica, bem como daqueles islâmicos que não eram considerados radicais o suficiente. Embora tanto nacionalistas quanto marxistas tenham inicialmente se unido aos islâmicos para derrubar o xá, dezenas de milhares foram executados pelo novo regime depois disso. Muitos ex-ministros e funcionários do governo do xá, incluindo o ex-primeiro-ministro Amir-Abbas Hoveyda, foram executados após a ordem de Khomeini de purgar o novo governo de todos os funcionários remanescentes ainda leais ao exilado xá.
Em 4 de novembro de 1979, um grupo de estudantes muçulmanos tomou a embaixada estadunidense com 52 reféns, depois que os Estados Unidos se recusaram a extraditar Mohammad Reza Pahlavi para o Irã, onde sua execução estava quase garantida. As tentativas do governo de Jimmy Carter de negociar a libertação dos reféns e uma tentativa de resgate fracassada ajudaram a forçar Carter a deixar o cargo e a levar Ronald Reagan ao poder. No último dia de Jimmy Carter no cargo, os últimos reféns foram finalmente libertados como resultado dos Acordos de Argel. Mohammad Reza Pahlavi deixou os Estados Unidos e foi para o Egito, onde morreu de complicações de câncer poucos meses depois, em 27 de julho de 1980. A Revolução Cultural Iraniana teve início em 1980, com o fechamento inicial das universidades por três anos, a fim de realizar uma fiscalização e "saneamento" na política cultural do sistema de ensino e formação.

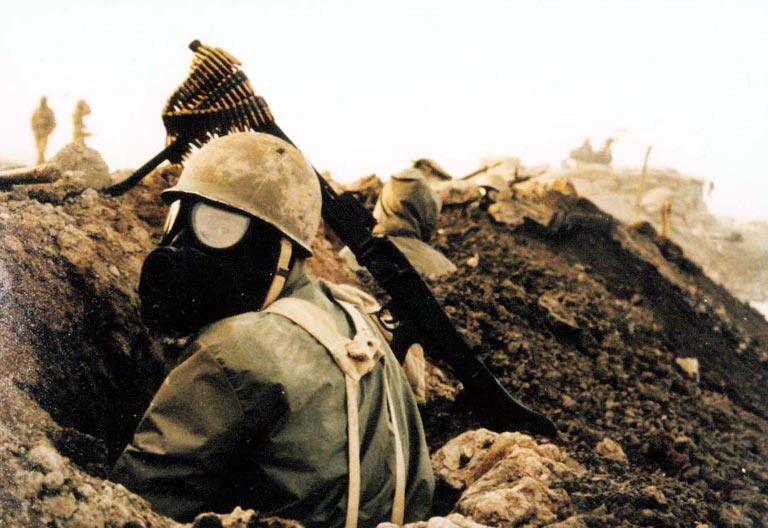
Um soldado iraniano usando uma máscara de gás na linha de frente durante a Guerra Irã-Iraque

Em 22 de setembro de 1980, o exército iraquiano invadiu a província iraniana do Cuzistão, no oeste, iniciando a Guerra Irã-Iraque. Embora as forças de Saddam Hussein tenham feito vários avanços iniciais, em meados de 1982, as forças iranianas conseguiram levar o exército iraquiano de volta ao seu país de origem. Em julho de 1982, com o Iraque colocado na defensiva, o regime do Irã tomou a decisão de invadir o território iraquiano e conduziu inúmeras ofensivas na tentativa de conquistar e capturar cidades, como Basra. A guerra continuou até 1988, quando o exército iraquiano derrotou as forças iranianas dentro do Iraque e empurrou as tropas iranianas restantes de volta para a fronteira. Posteriormente, Khomeini aceitou uma trégua mediada pelas Nações Unidas. O total de vítimas iranianas na guerra foi estimado em 123 220–160 000 mortos em combate, 60 711 desaparecidos e 11 000–16 000 civis mortos.
Após a Guerra Irã-Iraque, em 1989, Akbar Hashemi Rafsanjani e seu governo se concentraram em uma política pragmática pró-negócios de reconstruir e fortalecer a economia sem fazer qualquer ruptura dramática com a ideologia da revolução. Em 1997, Rafsanjani foi sucedido pelo reformista moderado Mohammad Khatami, cujo governo tentou, sem sucesso, tornar o país mais livre e democrático.

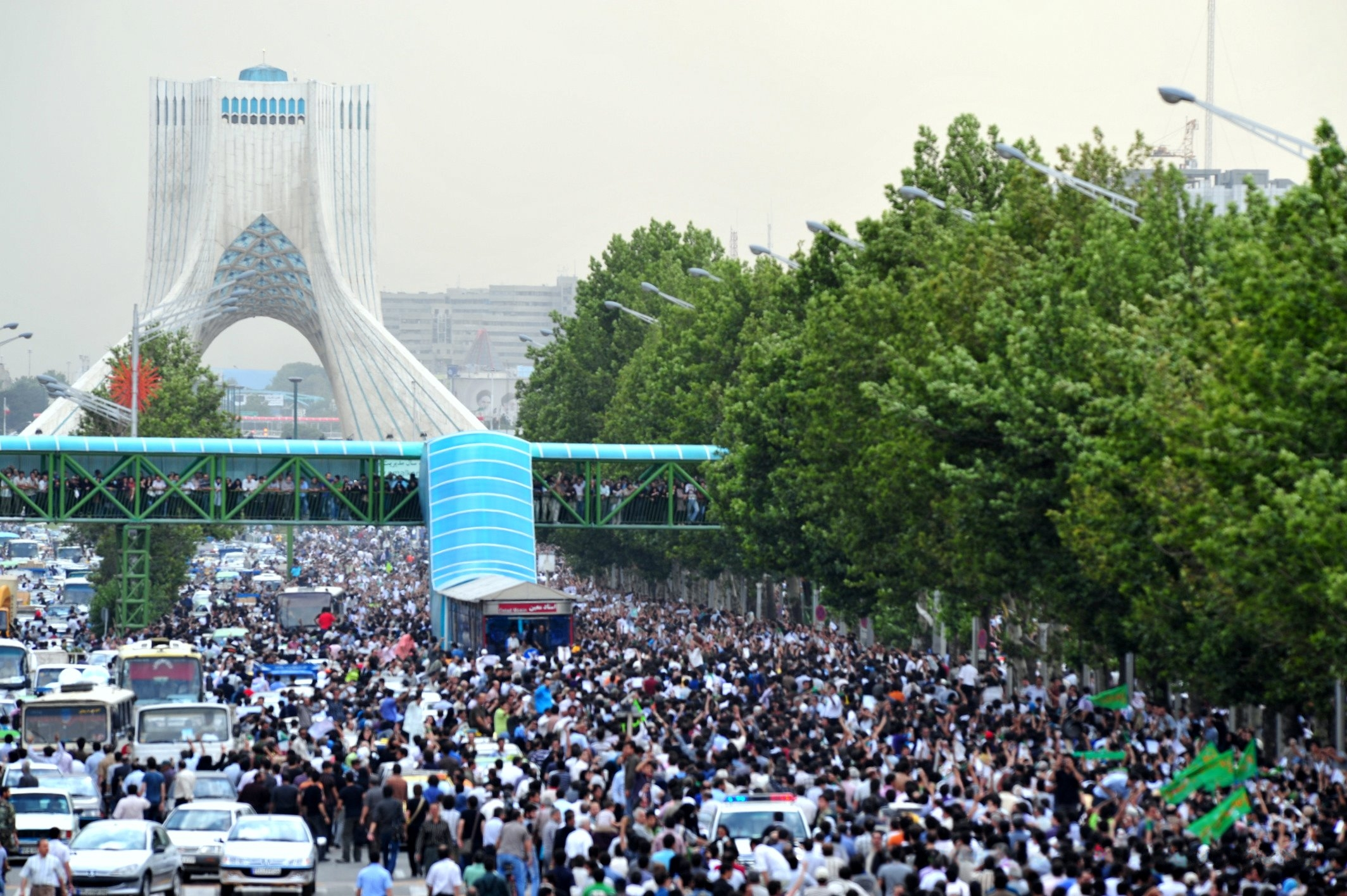
A Manifestação Silenciosa do Movimento Verde durante os protestos eleitorais de 2009–2010

A eleição presidencial de 2005 trouxe o candidato populista conservador, Mahmoud Ahmadinejad, ao poder. Na época da eleição presidencial de 2009, o Ministério do Interior anunciou que o presidente em exercício Ahmadinejad tinha ganho 62,63% dos votos, enquanto Mir-Hossein Mousavi ficou em segundo lugar com 33,75%. Os resultados das eleições foram amplamente contestados e resultaram em protestos generalizados dentro e fora do país e na criação do Movimento Verde Iraniano.
Hassan Rouhani foi eleito presidente em 15 de junho de 2013, derrotando Mohammad Bagher Ghalibaf e quatro outros candidatos. A vitória eleitoral de Rouhani melhorou relativamente as relações do Irã com outros países. Mesmo assim, os protestos de 2017–18 varreram o país contra o governo e seu líder supremo de longa data em resposta à situação econômica e política. A escala de protestos em todo o país e o número de pessoas participantes foram significativos, e foi formalmente confirmado que milhares de manifestantes foram presos. Os protestos começaram em 15 de novembro em Ahvaz, espalhando-se por todo o país em poucas horas, depois que o governo anunciou aumentos de até 300% no preço dos combustíveis. Um desligamento total da Internet de uma semana em todo o país marcou um dos blecautes digitais mais graves em qualquer país, e na repressão governamental mais sangrenta dos manifestantes na história da república islâmica, sendo que dezenas de milhares foram presos e centenas foram mortos dentro de alguns dias, de acordo com vários observadores internacionais, incluindo a Amnistia Internacional.
Em 3 de janeiro de 2020, o general da guarda revolucionária, Qasem Soleimani, foi assassinado pelo governo dos Estados Unidos no Iraque, o que aumentou consideravelmente as tensões existentes entre os dois países. Três dias depois, o Exército dos Guardiães da Revolução Islâmica lançou um ataque de retaliação contra as forças estadunidenses no Iraque e abateu o Voo Ukraine International Airlines 752, matando 176 civis, o que levou a protestos em todo o país. Após três dias negando responsabilidade, uma investigação internacional levou o governo iraniano a admitir o abate do avião por um míssil terra-ar foi um "erro humano".
Em 3 de agosto de 2021, Ebrahim Raisi foi empossado como Presidente do Irã sucedendo Hassan Rouhani. Raisi foi considerado um conservador linha-dura e um grande aliado do aiatolá Ali Khamenei, tomou as rédeas do país num momento de tensões internacionais.
Em 1 de abril de 2024, um ataque aéreo de Israel contra um prédio do consulado iraniano, ao lado da embaixada do país em Damasco, matou um comandante sênior da Guarda Revolucionária Iraniana (IRGC), o Brigadeiro-General Mohammad Reza Zahedi. Em retaliação, o Irã lançou a "Operação Promessa Verdadeira", um grande ataque direto contra Israel com drones, mísseis de cruzeiro e balísticos em 13 de abril de 2024. Vários países da Ásia Ocidental fecharam seus espaços aéreos algumas horas antes da operação. As forças aéreas e marinhas americanas, britânicas, francesas e jordanianas ajudaram Israel a abater os drones iranianos. Pelo menos nove mísseis atingiram Israel, principalmente as bases aéreas de Nevatim e Ramon. Foi o maior ataque de drones da história, com o objetivo de sobrecarregar as defesas antiaéreas, o maior ataque de mísseis da história do Irã e seu primeiro ataque direto contra Israel. Foi também a primeira vez desde 1991 que Israel foi diretamente atacado por uma força estatal. Seguiu-se um limitado ataque aéreo israelense suspeito com veículos aéreos não tripulados (MAV) dentro do Irã em 18 de abril de 2024. A retaliação mútua ocorreu em um momento de crescentes tensões no Oriente Médio, em meio à contínua invasão israelense da Faixa de Gaza.
Em 19 de maio de 2024, um helicóptero caiu perto de Varzaqan, a caminho de Tabriz vindo da Represa Khoda Afarin, matando todos os passageiros e tripulantes. O helicóptero transportava o presidente Ebrahim Raisi; o ministro das Relações Exteriores Hossein Amir-Abdollahian; o governador-geral da província do Azerbaijão Oriental, Malek Rahmati; e o representante do Líder Supremo no Azerbaijão Oriental, Mohammad Ali Ale-Hashem. O chefe de segurança de Raisi e três membros da tripulação de voo também morreram no acidente. As operações de resgate enfrentaram dificuldades devido ao terreno denso da floresta, agravadas por condições climáticas adversas, como chuva forte, neblina, ventos fortes e neve. Drones, equipes de busca e salvamento, cães especialmente treinados e o sistema de satélite Copernicus auxiliaram nas buscas. Raisi, considerado um potencial candidato a suceder o Líder Supremo, foi o segundo presidente do Irã a morrer no cargo, depois de Mohammad-Ali Rajai, que morreu em 1981. Após a morte súbita de Raisi, o primeiro vice-presidente Mohammad Mokhber assumiu o papel de presidente em exercício, e o país deve realizar uma nova eleição presidencial em 50 dias, de acordo com a Constituição.

## Geografia

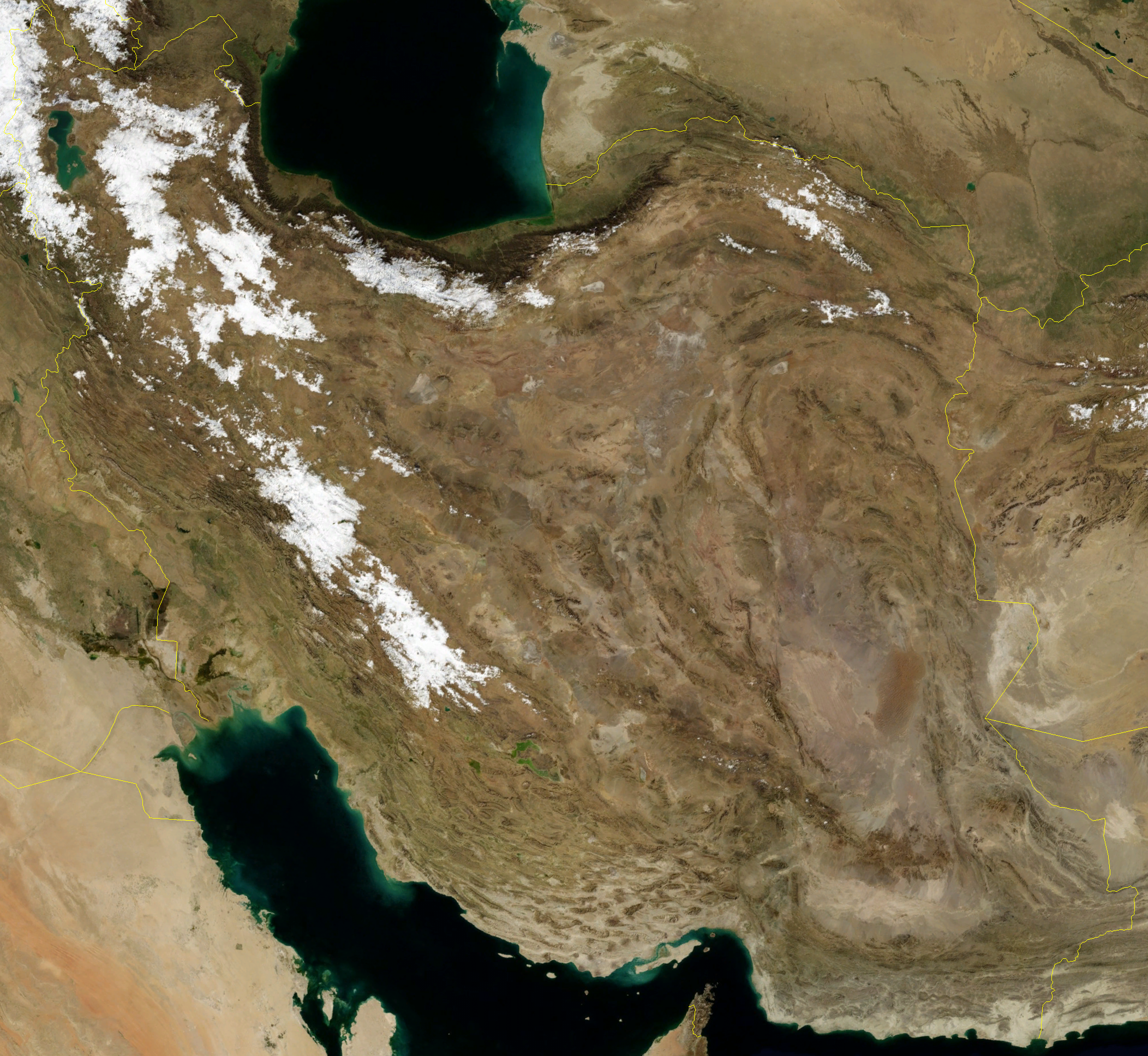
Imagem de satélite do Irã

Localizado no sudoeste asiático, entre o Iraque, a oeste, e o Afeganistão e o Paquistão, a leste, o Irã é banhado pelo Golfo de Omã, pelo Golfo Pérsico e pelo Mar Cáspio. Com uma área de 1 648 000 km2, o Irã é o décimo-sexto maior país do mundo em território, o que equivale aproximadamente à área do estado do Amazonas, no Brasil, ou um pouco maior do que as áreas de Angola e Portugal somadas. O país é muito vulnerável a terremotos, principalmente no sul.

### Topografia e hidrografia

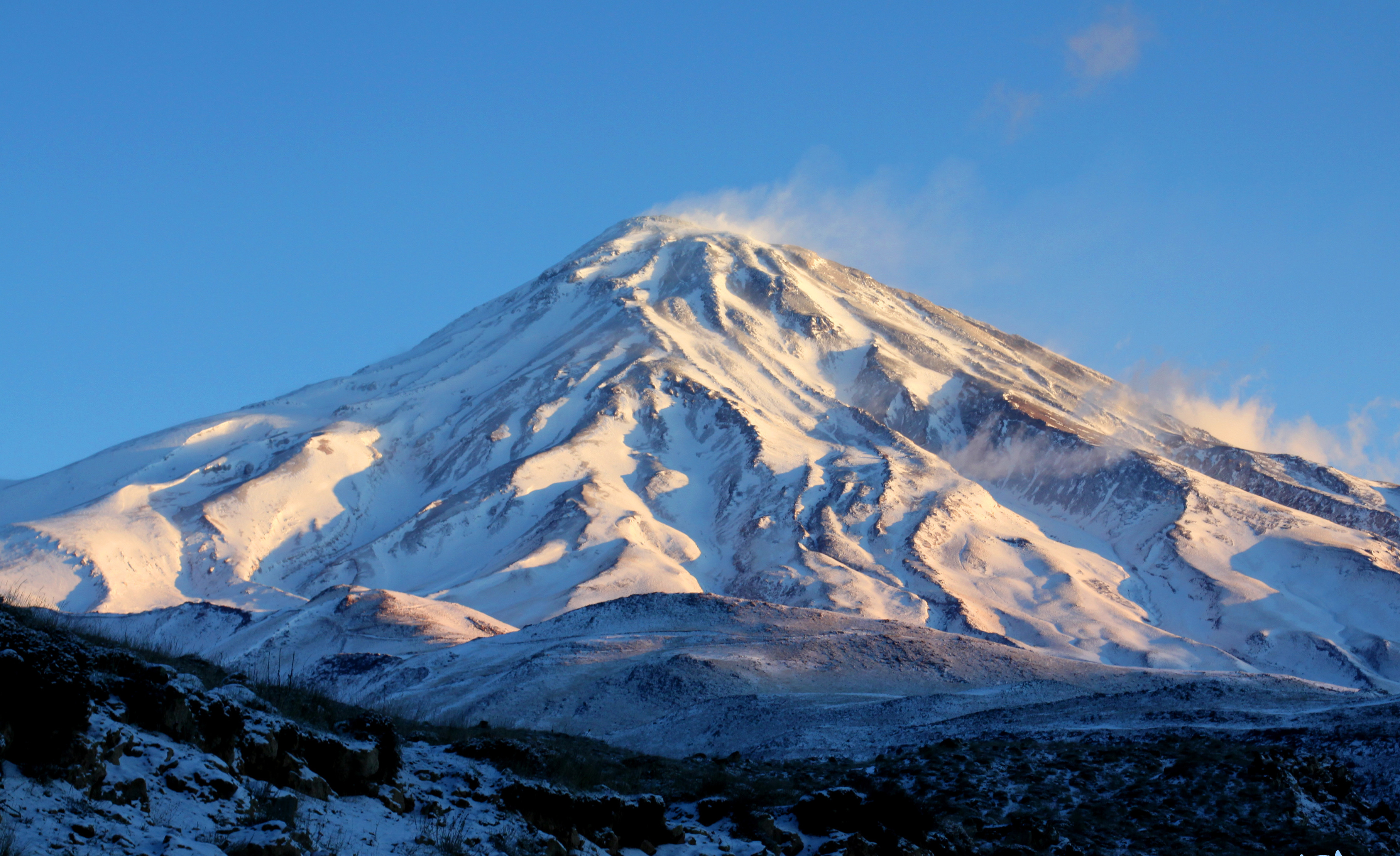
Monte Damavand, o mais alto do país

A maior parte do território do Irã corresponde a um planalto cercado por cadeias montanhosas. Na região centro-leste encontram-se dois desertos, o Dasht-e-Kavir e o Dasht-e-Lut. No primeiro formam-se alguns pântanos durante o Inverno e a Primavera, mas ambos são inóspitos e despovoados. No norte, em paralelo com o Mar Cáspio, estão as montanhas Elburz, que possuem vários vulcões activos. A montanha mais elevada desta cordilheira, que é igualmente o ponto mais alto do Irã, é o Monte Demavend (5671 m). Os Montes Zagros estendem-se desde o noroeste do país, perto da fronteira com a Arménia, até ao sudeste, atingindo o Estreito de Ormuz.
Os três grandes rios do Irã são o Karun, o Atrak e o Safid. O Karun é o principal rio navegável do país e nasce nos Montes Zagros, correndo para sul até a localidade de Khorramshahr, onde se une ao rio Shatt Al-Arab (Arvandrud). O Irã possui poucos grandes lagos, sendo a maior parte deles de água salgada. O maior lago iraniano é o Lago Úrmia, situado no noroeste do país, o oeste do Mar Cáspio. Cobre uma área que varia entre os 5 200 e 6 000 m² e caracteriza-se pela extrema salinidade das suas águas, sendo também o maior lago do Médio Oriente. Outro importante lago é o Namak, situado na província de Qom. Na província de Fars existem lagos de pequena dimensão, como o Daryachen-e-Tashk e o Daryachen-e-Bakh-Tegan.

### Clima

Irã de acordo com a classificação climática de Köppen-Geiger

O clima do Irã varia de árido ou semiárido, a subtropical ao longo da costa do Mar Cáspio e nas florestas do norte. Na região norte do país (a planície costeira do Cáspio), as temperaturas raramente caem abaixo de zero e a área permanece úmida ao longo do ano. As temperaturas no verão raramente ultrapassam os 29 °C.
A precipitação anual é de 680 mm na parte oriental da planície e de mais de 1 700 mm na parte ocidental. O Representante das Nações Unidas para o Irã Gary Lewis disse que "a escassez de água coloca o desafio da segurança humana mais grave no Irã atual".
Para o oeste, assentamentos na base da Cordilheira de Zagros experimentam temperaturas mais baixas, invernos rigorosos com temperaturas abaixo de zero diárias e queda de neve pesada. As bacias orientais e centrais são áridas, com menos de 200 mm de chuva e têm desertos locais. As temperaturas médias no verão raramente ultrapassam os 38 °C. As planícies costeiras do Golfo Pérsico e do Golfo de Omã no sul do Irã tem invernos amenos e verões muito úmidos e quentes. A precipitação anual varia 135–355 mm.

### Biodiversidade

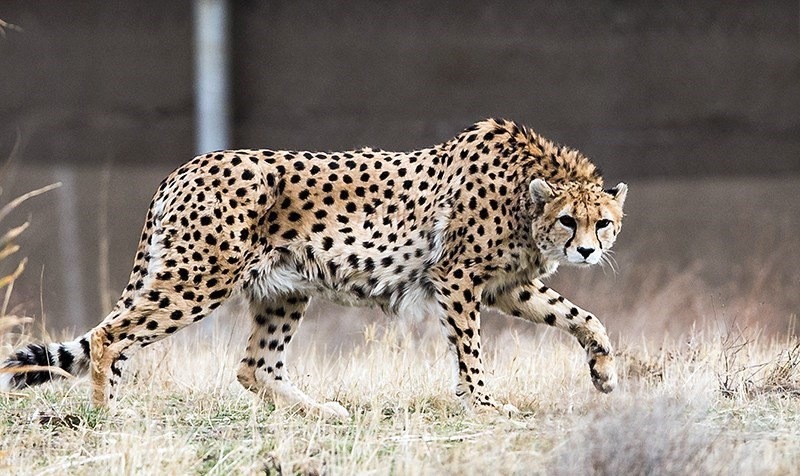
Guepardo-iraniano, classificado como uma espécie em perigo crítico na Lista Vermelha da IUCN

A vida selvagem do Irã é composta de várias espécies de animais, como urso, linces-euroasiáticos, raposas, gazelas, lobos cinzentos, chacais, panteras e javalis. Outros animais domésticos do Irã incluem búfalos-asiáticos, camelos, gado, burros, cabras, cavalos e ovelhas. Águias, falcões, perdizes, faisões e cegonhas também são nativos da vida selvagem do Irã.
Um dos membros mais famosos da vida selvagem iraniana é a guepardo-iraniano em perigo crítico, também conhecida como a chita iraniana, cujos números foram bastante reduzidos após a Revolução de 1979. O leopardo persa, que é a maior subespécie de leopardo do mundo, vive principalmente no norte do Irã, também está listado como uma espécie em perigo. O Irã perdeu todos os seus leões-asiáticos e os agora extintos tigres-do-cáspio no início do século XX.
Pelo menos 74 espécies da fauna iraniana estão na lista vermelha da União Internacional para a Conservação da Natureza, um sinal de sérias ameaças à biodiversidade do país. O Parlamento Iraniano tem mostrado desprezo pela vida selvagem ao aprovar leis e regulamentos como a lei que permite ao Ministério das Indústrias e Minas explorar minas sem o envolvimento do Departamento de Meio Ambiente e ao aprovar grandes projetos de desenvolvimento nacional sem exigir um estudo abrangente de seus impactos nos habitats da vida selvagem.

## Demografia

Províncias iranianas por densidade populacional

O Irã é um país diversificado, consistindo em vários grupos étnicos e linguísticos que são unificados por meio de uma nacionalidade iraniana compartilhada.
A população do Irã cresceu rapidamente durante a segunda metade do século XX, passando de cerca de 19 milhões em 1956 para mais de 84 milhões em julho de 2020. No entanto, a taxa de fertilidade caiu significativamente nos últimos anos, de uma taxa de fertilidade de 6,5 por mulher para menos de 2 apenas duas décadas depois, levando a uma taxa de crescimento populacional de cerca de 1,39% em 2018. Devido à sua população jovem, estudos projetam que o crescimento continuará a desacelerar até que se estabilize em torno de 105 milhões até 2050.
O Irã acolhe uma das maiores populações de refugiados do mundo, com quase um milhão de refugiados, principalmente do Afeganistão e do Iraque. Desde 2006, funcionários iranianos têm trabalhado com o ACNUR e funcionários afegãos para sua repatriação. Segundo estimativas, cerca de cinco milhões de cidadãos iranianos emigraram para outros países, principalmente desde a Revolução de 1979.
De acordo com a Constituição iraniana, o governo é obrigado a fornecer a todos os cidadãos do país acesso à seguridade social, cobrindo aposentadoria, desemprego, velhice, invalidez, acidentes, calamidades, saúde e tratamento médico e serviços de assistência. Isso é coberto por receitas fiscais e receitas derivadas de contribuições públicas.

### Línguas

Áreas com populações que falam persa

A maioria da população fala persa, que também é a língua oficial do país. Outros incluem falantes de várias outras línguas iranianas dentro da grande família indo-europeia e línguas pertencentes a algumas outras etnias que vivem no Irã. As porcentagens da língua falada continuam sendo um ponto de debate, já que muitos optam por ter motivação política; mais notavelmente em relação às maiores e segundas maiores etnias do Irã, são os persas (61%) e os azerbaijanos (16%) de. As porcentagens fornecidas pelo World Factbook da CIA incluem 53% de falantes do persa, 18% de azerbaijano, 10% de curdo, 7% de mazandarani e guiláqui, 6% de luri, 2% de turcomeno, 2% de balúchi, 2% de árabe e 2% restante de armênio, georgiano, neoaramaico e circassiano.
O azerbaijano é de longe a língua mais falada no país depois do persa, assim como várias outras línguas e dialetos túrquicos, são faladas em várias regiões do Irã, especialmente na região do Azerbaijão iraniano. No norte do Irã, principalmente confinado a Guilão e Mazandarão, as línguas guiláqui e mazenderani são amplamente faladas, ambas com afinidades com as línguas vizinhas do Cáucaso. Em partes de Guilão, a língua talish também é amplamente falada, o que se estende até a vizinha República do Azerbaijão. Variedades de curdo são amplamente faladas na província do Curdistão e nas áreas próximas. No Cuzistão, várias variedades distintas de persa são faladas. Luri e lari também são falados no sul do Irã. Línguas minoritárias notáveis no Irã incluem armênio, georgiano, neoaramaico e árabe. O árabe cuzestani é falado pelos árabes no Cuzistão, bem como pelo grupo mais amplo de árabes iranianos. O circassiano também já foi amplamente falado pela grande minoria circassiana, mas, devido à assimilação ao longo dos anos, nenhum número considerável de circassianos fala mais a língua.

### Composição étnica

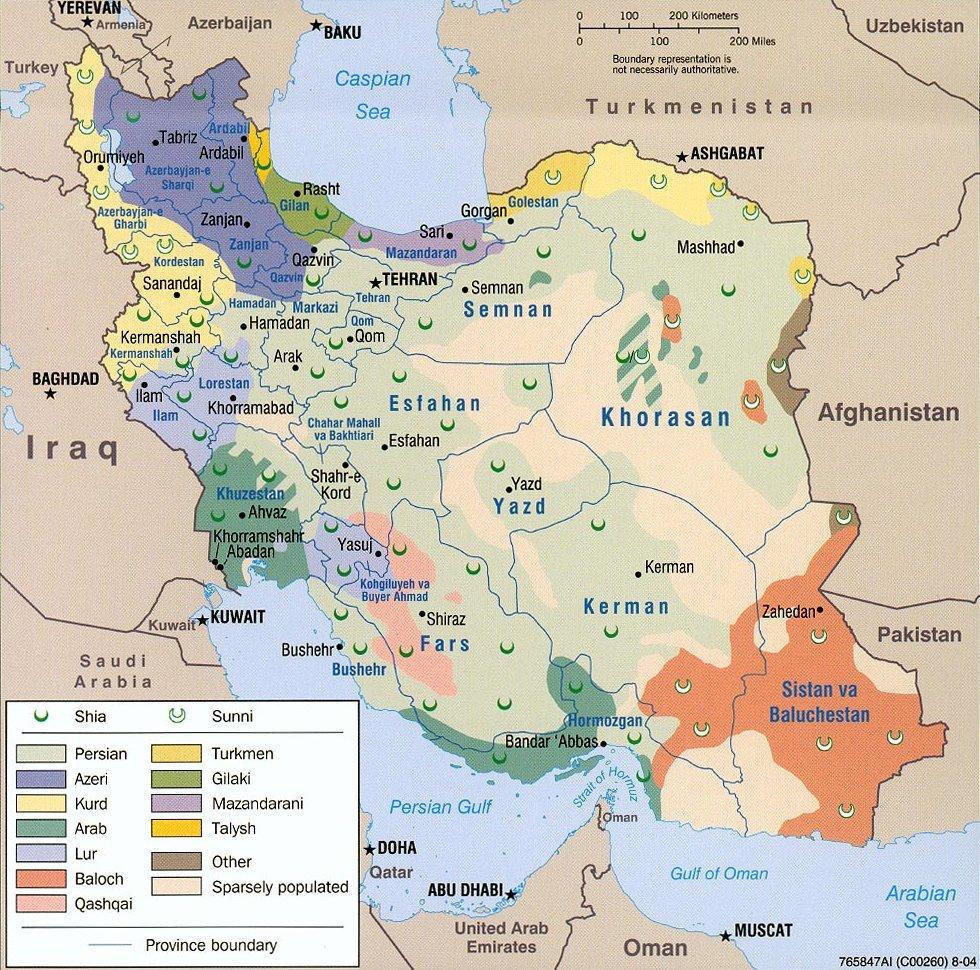
Grupos étnicos do Irã

Tal como acontece com as línguas faladas, a composição étnica também permanece um ponto de debate, principalmente no que diz respeito ao maior e ao segundo maior grupo étnico, os persas e os azerbaijanos, devido à falta de censos iranianos com base na etnia. O World Factbook da CIA estimou que cerca de 79% da população do Irã é um grupo etnolinguístico indo-europeu diverso que compreende falantes de várias línguas iranianas, com persas (incluindo mazandaranis e guiláquis) constituindo 61% da população, curdos 10%, luros 6% e balúchis 2%. Os povos de outros grupos etnolinguísticos constituem os 21% restantes, com os azerbaijanos constituindo 16%, os árabes 2%, os turcomanos e outras tribos turcas 2% e outros (como armênios, talishes, georgianos, circassianos, assírios) 1%.
A Biblioteca do Congresso dos Estados Unidos emitiu estimativas ligeiramente diferentes: 65% persas (incluindo mazandaranis, guiláquis e talishes), 16% azerbaijanos, 7% curdos, 6% luros, 2% balúchis, 1% grupos tribais turcos (como qashqai e turcomanos) e grupos não iranianos e não turcos (incluindo armênios, georgianos, assírios, circassianos e árabes) menos de 3%. Ele determinou que o persa é a primeira língua de pelo menos 65% da população do país, e é a segunda língua para a maioria dos 35% restantes.
Outras estimativas não governamentais com relação aos grupos que não sejam persas e azerbaijanos são mais ou menos congruentes com o World Factbook e a Biblioteca do Congresso. No entanto, muitas estimativas sobre o número desses dois grupos diferem significativamente do censo mencionado; alguns colocam o número de azerbaijanos étnicos no Irã entre 21,6 e 30% da população total, com a maioria mantendo cerca de 25%.

### Religião

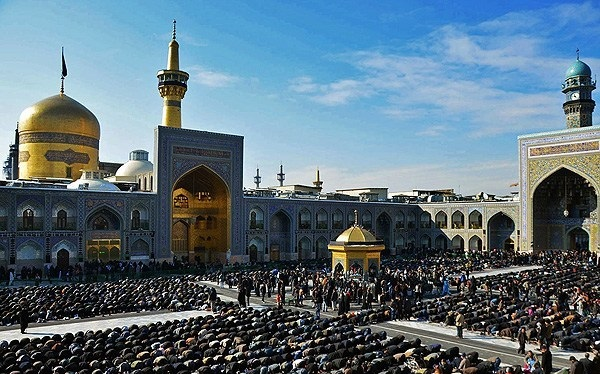
O túmulo de Ali ibne Muça em Mashhad é o local mais sagrado para os xiitas

A maioria dos iranianos é muçulmana, pertencendo 90 a 94% da população ao ramo xiita do islão, religião oficial do Estado. O Irã conta com 4 a 8% de muçulmanos sunitas, ramo ao qual pertencem a maioria dos muçulmanos do planeta. Os curdos são na sua maioria sunitas, enquanto a minoria árabe reparte-se entre o islão xiita e o islão sunita. A forma de islão xiita que hoje predomina no Irã é o xiismo duodecimano, que reconhece doze imames após Ali. Embora sempre tenham existido xiitas no Irão, até ao século XVII a população era na sua maioria sunita. A explicação para esta mudança religiosa reside na adopção por parte da dinastia dos safávidas do islão xiita como religião oficial e na sua imposição à população.
A constituição iraniana reconhece três minorias religiosas, os zoroastrianos, os judeus e os cristãos. Antes da chegada do islamismo ao Irã no século VII, a maioria da população era zoroastriana, religião que era o culto oficial do Império Sassânida. Em 1986 estimava-se a existência de 32 mil zoroastrianos no Irã, residindo principalmente nas cidades de Teerã, Yazd e Carmânia. A comunidade judaica no Irã remonta aos tempos do cativeiro da Babilónia; quando Ciro II autorizou o regresso dos judeus a Canaã, muitos optaram por ficar tendo adotado a língua e cultura persas. A comunidade judaica teve uma longa história no Irã e serviu de abrigo para os hebreus que fugiam da Europa durante a Segunda Guerra Mundial e do Iraque durante a guerra de independência israelense.
Avalia-se em 45 mil o número de judeus iranianos que migraram para Israel entre 1948 e 1977. Com a revolução islâmica de 1979 o movimento migratório acentuou-se. Outra minoria religiosa relevante no Irã é formada pelos cristãos, estimados em 300 000, que são na sua maioria ortodoxos arménios, seguidos por cristãos assírios que tem autonomia nas instituições de ensino. O cristianismo é também oficialmente protegido pela constituição iraniana. Cada uma destas denominações têm direito a um lugar no parlamento. A Fé Bahá'í, a maior minoria religiosa iraniana, nascida no país em meados do século XIX, não é reconhecida pelo Estado, sendo os seus membros alvo de perseguição desde a revolução de 1979. Atualmente possui cerca de 300 000 a 350 000 fiéis.

## Política
|                                              |  |                                      |
| Masoud Pezeshkian, o atual presidente do Irã |  | Ali Khamenei, o Líder Supremo do Irã |

O sistema político do Irã tem por base a constituição de 1979, que fez do país uma república islâmica. Nos termos da constituição, as relações políticas, econômicas, sociais e culturais vigentes no país devem estar de acordo com o Islão.
De acordo com relatórios internacionais, o histórico de direitos humanos do Irã é excepcionalmente ruim. O regime no Irã é antidemocrático, persegue e prende com frequência críticos do governo e de seu Líder Supremo e restringe severamente a participação de candidatos em eleições populares, bem como em outras formas de atividade política.

### Governo
O Líder Supremo (ou Faqih) é o chefe de Estado do Irã. O cargo é ocupado desde junho de 1989 pelo aiatolá Ali Khamenei, que sucedeu a Khomeini. É eleito pela Assembleia dos Peritos para um mandato vitalício. Suas principais atribuições são a de comandante em chefe das Forças Armadas, nomeação do chefe do poder judiciário, do chefe da segurança interna, dos líderes das orações da sexta-feira, do diretor das estações de rádio e de televisão, bem como de seis dos doze membros do Conselho dos Guardiães. Pode demitir o Presidente do Irã caso considere que este não governa de acordo com a constituição.
O poder executivo compete ao presidente, segunda figura do Estado após o Líder Supremo. É eleito através de sufrágio universal para um mandato de quatro anos. Até 1989, ano em que foi aprovada uma reforma constitucional, este cargo detinha poucos poderes. A reforma aboliu o cargo de primeiro-ministro e concedeu maiores poderes ao cargo presidencial. O presidente nomeia e supervisiona o Conselho de Ministros e coordena as decisões governamentais. O seu poder encontra-se limitado pelo Líder Supremo. Os candidatos a presidente devem ser iranianos xiitas e seus nomes são previamente aprovados pelo Conselho dos Guardiães. O ex-presidente do Irã, eleito em agosto de 2013, e reeleito em 2017 foi Hassan Rohani.
O poder legislativo é exercido por um parlamento unicameral (Majlis-e-Shura-ye-Eslami, "Assembleia Consultiva Islâmica") composto por 290 membros eleitos através de sufrágio universal para um período de quatro anos. À semelhança do que acontece com os candidatos a presidente, o Conselho dos Guardiães deve aprovar as candidaturas a deputado. Todas as leis aprovadas pelo parlamento devem ser enviadas para o Conselho dos Guardiães, que verifica se estas estão em concordância com a constituição e com o Islão. Em circunstâncias especiais, o parlamento pode demitir o presidente através um voto de censura com maioria de dois terços.
O chefe do poder judiciário é nomeado pelo Líder Supremo. O chefe do poder judiciário nomeia por sua vez o presidente do Tribunal Supremo e o procurador-geral. O sistema legal iraniano baseia-se na lei islâmica ou charia. Este sistema prevê a prática da retribuição, que permite, dentre outros casos, a um membro da família da vítima de homicídio executar a sentença. Os castigos corporais ou a amputação de membros estão previstos para casos como roubo, consumo de bebidas alcoólicas ou adultério.
O Conselho dos Guardiães é composto por doze juristas, metade dos quais são especialistas em direito religioso, sendo nomeados pelo Líder Supremo; a outra metade é formada por especialistas em direito civil nomeados pelo Conselho Supremo Judiciário e aprovados pelo parlamento. Este conselho analisa as leis do parlamento para garantir que se encontram de acordo com a constituição, mas o Líder Supremo pode reverter as suas decisões.

### Relações internacionais
A política externa do Irã é o produto de muitos, e às vezes fatores conflitantes: a ideologia da revolução islâmica do Irã; a percepção das lideranças iranianas de ameaças ao regime e ao país; os interesses nacionais iranianos de longa data; e a interação de várias facções e grupos constituintes do regime iraniano. O Irã, ao longo de décadas, busca derrubar a estrutura de poder no Oriente Médio, que assegura favorecer os Estados Unidos e seus aliados, Israel e Arábia Saudita, além de outros regimes árabes sunitas. Os iranianos buscam, no entanto, manter contatos estreitos com países em desenvolvimento e não alinhados.
Desde a revolução de 1979, o Irã não reconhece o Estado de Israel e as relações diplomáticas com os Estados Unidos permanecem rompidas. As negociações acerca do programa nuclear iraniano representam uma melhora significativa nestas relações. O país persa está sob sanções das Nações Unidas desde 2006, devido à desconfiança internacional de um possível desenvolvimento clandestino de armas de destruição em massa.
As diferenças culturais, políticas e religiosas entre iranianos e sauditas têm conduzido as duas nações para uma disputa acirrada pelo controle ideológico entre os países de maioria muçulmana. Os líderes iranianos afirmam que a Arábia Saudita busca a hegemonia de sua vertente do islamismo sunita, o Wahabismo, e negam ao Irã e aos muçulmanos xiitas em geral, qualquer influência na região. O auxílio iraniano aos países de maioria xiita e à população xiita em países de maioria sunita têm agravado as tensões sectárias e contribuído para uma guerra por procuração.
Como um instrumento de sua política externa, o Irã fornece armas, treinamento e consultores militares no apoio às nações aliadas, bem como às facções armadas. Devido ao seu apoio aos grupos que cometem atos de terrorismo internacional, o Irã foi colocado na lista norte-americana de países patrocinadores do terrorismo, em janeiro de 1984.

### Forças armadas
A República Islâmica do Irã tem dois tipos de forças armadas: as forças regulares do Exército, da Força Aérea e da Marinha e da Guarda Revolucionária, totalizando cerca de 545 mil soldados ativos. O Irã também tem cerca de 350 mil forças de reserva, totalizando cerca de 900 mil soldados treinados.
O governo do Irã tem uma milícia paramilitar voluntária dentro da Guarda Revolucionária, chamada Basij, que inclui cerca de 90 mil membros uniformizados em tempo integral na ativa. Até 11 milhões de homens e mulheres são membros do Basij que poderiam ser chamados para o serviço. O portal GlobalSecurity estima que o Irã poderia mobilizar "até um milhão de homens", o que estaria entre as maiores mobilizações de tropas do mundo. Em 2007, os gastos militares do Irã representaram 2,6% do PIB ou 102 dólares per capita, o valor mais baixo das nações do Golfo Pérsico. A doutrina militar do Irã é baseada na dissuasão. Em 2014, o país gastou 15 bilhões de dólares em armas, enquanto os estados do Conselho de Cooperação do Golfo gastaram oito vezes mais.
O governo do Irã apoia as atividades militares de seus aliados na Síria, Iraque e Líbano (Hezbollah) com ajuda militar e financeira. O Irã e a Síria são aliados estratégicos próximos e o o governo iraniano forneceu apoio significativo ao governo sírio durante a Guerra Civil Síria. De acordo com algumas estimativas, o Irã controlava mais de 80 mil combatentes xiitas pró-Assad na Síria.
Desde a Revolução de 1979, para superar embargos estrangeiros, o governo do Irã desenvolveu sua própria indústria militar, produziu seus próprios tanques, veículos blindados, mísseis, submarinos, fragatas, sistemas de radar, helicópteros e caças. Nos últimos anos, anúncios oficiais destacaram o desenvolvimento de várias armas e veículos aéreos não tripulados (VANTs). O Irã tem o maior e mais diverso arsenal de mísseis balísticos do Oriente Médio.
Em junho de 1925, Reza Shah introduziu a lei de recrutamento militar. Naquela época, todo homem que tivesse completado 21 anos deveria servir o militar por dois anos. O recrutamento isentou as mulheres do serviço militar obrigatório após a Revolução de 1979. A constituição iraniana obriga todos os homens com 18 anos ou mais a servir em bases militares ou policiais. Eles não podem deixar o país ou trabalhar sem completar o período de serviço.

### Direitos humanos
O desrespeito aos direitos humanos no Irã tem sido criticado tanto pelos próprios iranianos, quanto por ativistas internacionais de direitos humanos, escritores e ONGs. A Assembleia Geral da ONU e da Comissão de Direitos Humanos denunciaram abusos anteriores e atuais no país, em críticas e em várias resoluções publicadas.
O governo do Irã é criticado tanto por restrições e punições que seguem a Constituição e a lei da República Islâmica, quanto por ações que não seguem nenhuma lei, como tortura, estupro e assassinato de presos políticos e espancamentos e assassinatos de dissidentes e outros civis.
As restrições e punições que são legais na República Islâmica, mas que violam completamente as normas internacionais de direitos humanos, incluem: penas severas para crimes comuns; punição para "crimes sem vítimas", tais como fornicação e homossexualidade; execução de menores de 18 anos de idade, restrições à liberdade de expressão e à imprensa, incluindo a prisão de jornalistas, e tratamento desigual de acordo com a religião e o gênero das população na constituição da República Islâmica — especialmente ataques a membros da religião Bahá'í.
Abusos e punições que foram relatados fora das leis da República Islâmica e que têm sido condenados pela comunidade internacional incluem a execução de milhares de presos políticos em 1988 e a utilização generalizada da tortura para extrair repúdio popular contra prisioneiros, sua causa e apoiadores, em vídeos para propósitos propagandísticos.

## Subdivisões
O Irã subdivide-se em 31 províncias, sendo cada uma administrada por um governador indicado pelo Ministério do Interior, mediante aprovação do gabinete. As províncias dividem-se por sua vez em 324 condados e em 865 distritos. Os presidentes dos municípios são também nomeados pelo Ministério do Interior; o conselho local do município é eleito pela população.

## Economia

Principais produtos de exportação do Irã em 2019

A economia do Irã é uma mistura de planejamento central, propriedade estatal do petróleo e de outras grandes empresas, agricultura de aldeias e comércio privado de pequena escala e empreendimentos de serviços. Em 2017, o PIB era de 427,7 bilhões * de dólares (1,631 trilhão *, ou 20 mil dólares per capita, em paridade do poder de compra). O Irã é classificado como uma economia de renda média-alta pelo Banco Mundial. No início do século XXI, o setor de serviços contribuiu com a maior porcentagem do PIB, seguido pela indústria (mineração e manufatura) e agricultura.
O Banco Central da República Islâmica do Irã é responsável pelo desenvolvimento e manutenção do rial iraniano, que serve como moeda do país. O governo não reconhece sindicatos além dos conselhos trabalhistas islâmicos, que estão sujeitos à aprovação dos empregadores e dos serviços de segurança. O salário-mínimo em junho de 2013 era de 487 milhões de riais por mês (134 dólares). O desemprego tem permanecido acima de 10% desde 1997, e a taxa de desemprego das mulheres é quase o dobro da dos homens.
Em 2006, cerca de 45% do orçamento do governo veio de receitas de petróleo e gás natural, e 31% veio de impostos e taxas. Em 2007, o Irã ganhou 70 bilhões de dólares em reservas de divisas, principalmente (80%) com as exportações de petróleo bruto. Os déficits orçamentários iranianos têm sido um problema crônico, principalmente devido aos subsídios estatais em grande escala, que incluem alimentos e especialmente gasolina, totalizando mais de 84 bilhões de dólares em 2008 apenas para o setor de energia. Em 2010, um plano de reforma econômica foi aprovado pelo parlamento para cortar subsídios gradualmente e substituí-los por assistência social direcionada. O objetivo é avançar para o livre mercado de preços em um período de cinco anos e aumentar a produtividade e a justiça social.

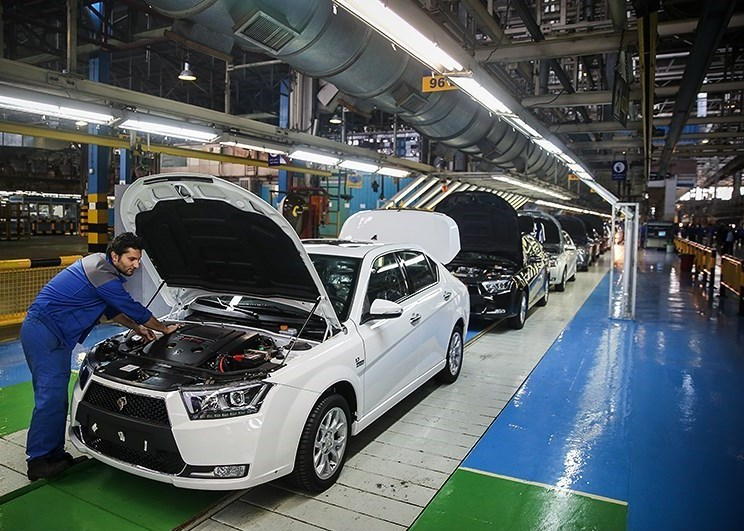
A Iran Khodro é a maior produtora de carros do Oriente Médio

O governo continua a seguir os planos de reforma de mercado do anterior e indica que diversificará a economia iraniana dependente do petróleo. O Irã também desenvolveu uma indústria de biotecnologia, nanotecnologia e farmacêutica. No entanto, setores nacionalizados, como os dos trustes, muitas vezes têm sido mal administrados, o que os torna ineficazes e não competitivos com o passar dos anos. Atualmente, o governo está tentando privatizar essas indústrias e, apesar dos sucessos, ainda existem vários problemas a serem superados, como o atraso da corrupção no setor público e a falta de competitividade.
O Irã tem indústrias de manufatura líderes nas áreas de fabricação de automóveis, transportes, materiais de construção, eletrodomésticos, alimentos e produtos agrícolas, armamentos, produtos farmacêuticos, tecnologia da informação e petroquímica no Oriente Médio. De acordo com os dados de 2012 da Organização das Nações Unidas para Alimentação e Agricultura, o Irã está entre os cinco maiores produtores mundiais de damascos, cerejas, ginjas, pepinos, tâmaras, berinjelas, figos, pistaches, marmelos, nozes e melancias.
Sanções econômicas contra o Irã, como o embargo ao petróleo bruto iraniano, afetaram a economia. Em 2015, o Irã e o P5+1 chegaram a um acordo sobre o programa nuclear iraniano que removeu as principais sanções relativas até 2016. Desde então, de acordo com a BBC, as novas sanções dos Estados Unidos contra o Irã "levaram a uma queda acentuada na economia do Irã, empurrando o valor de sua moeda para baixas recordes, quadruplicando sua taxa de inflação anual, afastando investidores estrangeiros e provocando protestos".

### Turismo

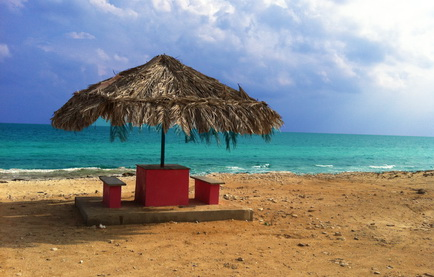
Mais um de um milhão de turistas visitam a ilha Quis todos os anos

Embora o turismo tenha diminuído significativamente durante a guerra com o Iraque, ele foi posteriormente recuperado. Cerca de 1,6 milhão de turistas estrangeiros visitaram o Irã em 2004 e 2,3 milhões em 2009, principalmente de países asiáticos, incluindo as repúblicas da Ásia Central, enquanto cerca de 10% vieram da União Europeia e da América do Norte. Desde a retirada de algumas sanções contra o Irã em 2015, o turismo ressurgiu no país. Mais de cinco milhões de turistas visitaram o Irã no ano fiscal de 2014–2015, quatro por cento a mais que no ano anterior.
Ao lado da capital, os destinos turísticos mais populares são Isfahan, Mashhad e Shiraz. No início dos anos 2000, a indústria enfrentou sérias limitações em infraestrutura, comunicações, padrões da indústria e treinamento de pessoal. A maioria dos 300 mil vistos de viagem concedidos em 2003 foram obtidos por muçulmanos asiáticos, que presumivelmente pretendiam visitar locais de peregrinação em Mashhad e Qom. Vários passeios organizados da Alemanha, França e outros países europeus vêm ao Irã anualmente para visitar sítios e monumentos arqueológicos. Em 2003, o Irã classificou-se em 68º lugar em receitas de turismo em todo o mundo. De acordo com a UNESCO e o vice-chefe de pesquisa da Organização de Turismo do Irã, o país está classificado em quarto lugar entre os 10 principais destinos no Oriente Médio. O turismo doméstico no Irã é um dos maiores do mundo.

## Infraestrutura

### Educação

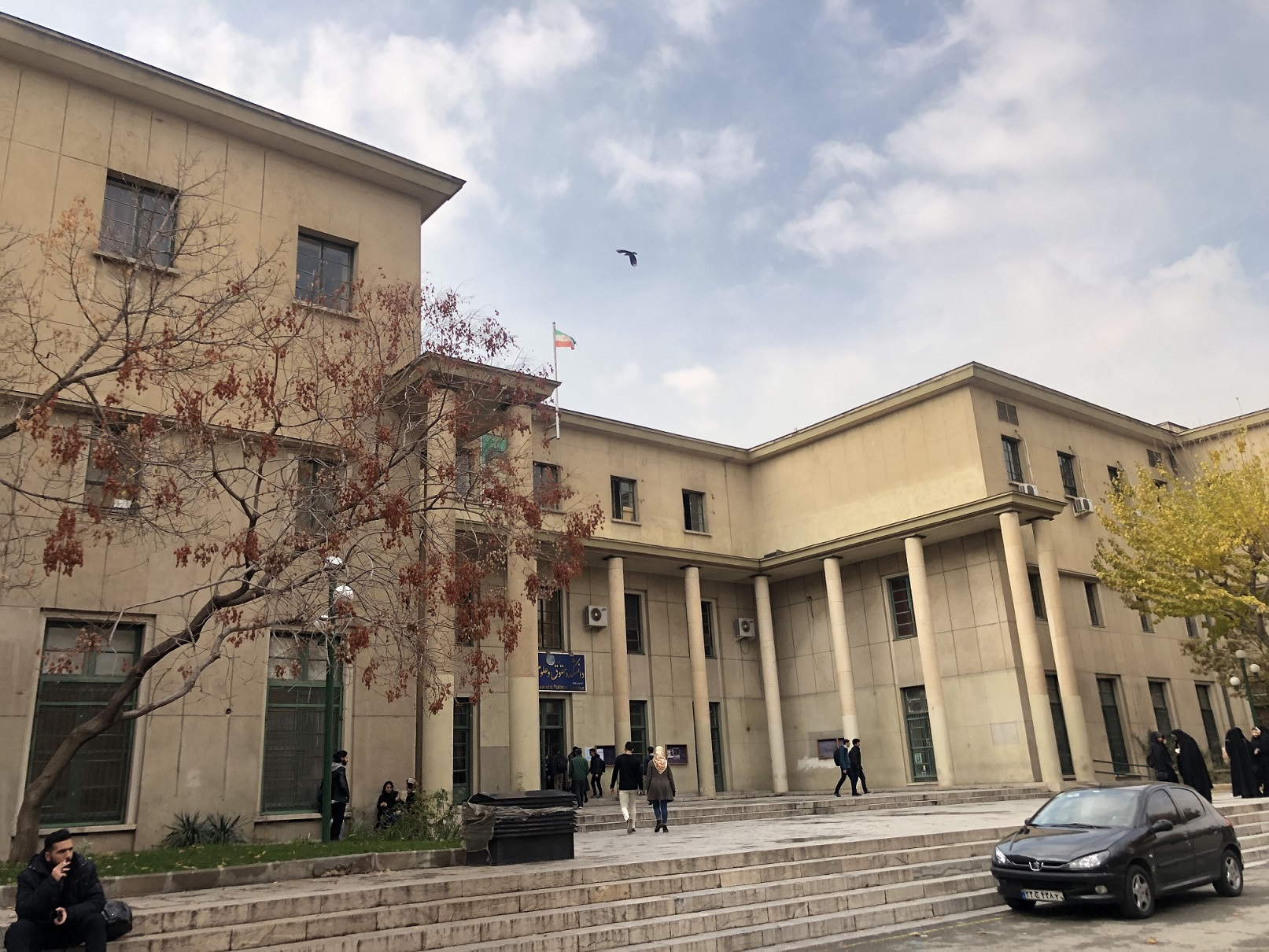
A Universidade de Teerã é uma das instituições de ensino superior mais prestigiadas do Irã

A educação no Irã é altamente centralizada. O ensino fundamental e médio é supervisionado pelo Ministério da Educação e o ensino superior está sob a supervisão do Ministério da Ciência e Tecnologia. A alfabetização de adultos foi avaliada em 93% em setembro de 2015, enquanto tinha sido avaliada em 85,0% em 2008, ante 36,5% em 1976. De acordo com os dados fornecidos pela UNESCO, a taxa de alfabetização do Irã entre pessoas com 15 anos ou mais era de 85,54% em 2016, com os homens (90,35%) sendo significativamente mais educados do que as mulheres (80,79%), com o número de analfabetos do mesma idade totalizando cerca de 8,7 milhões de pessoas da população total de 85 milhões do país. De acordo com este relatório, os gastos do governo iraniano com educação chegam a cerca de 4% do PIB.
O requisito para entrar no ensino superior é ter um diploma do ensino médio e passar no Exame de Admissão à Universidade Iraniana (oficialmente conhecido como konkur), que é o equivalente ao ENEM no Brasil. Muitos alunos fazem um curso pré-universitário de 1–2 anos (piš-dānešgāh), cuja conclusão confere aos alunos o Certificado Pré-Universitário.
O ensino superior do Irã é sancionado por diferentes níveis de diplomas, como graduação (kārdāni; também conhecido como fowq e diplom) entregue em dois anos, bacharelado (kāršenāsi; também conhecido como lisāns) entregue em quatro anos e mestrado (kāršenāsi e aršad) entregue em dois anos, após o qual outro exame permite ao candidato seguir um programa de doutorado (PhD; conhecido como doktorā). De acordo com o Webometrics Ranking of World Universities (em janeiro de 2017), as cinco principais universidades do Irã incluem a Universidade de Ciências Médicas de Teerã (478ª no mundo), a Universidade de Teerã (514ª no mundo), Universidade de Tecnologia de Sharif (605ª no mundo), Universidade de Tecnologia de Amirkabir (726ª no mundo) e Universidade Tarbiat Modares (789ª no mundo).

### Ciência e tecnologia
O Irã aumentou sua produção de publicações científicas quase dez vezes de 1996 a 2004 e foi classificado em primeiro lugar em termos de taxa de crescimento de produção, seguido pela China. O país também é o 15.º no mundo em nanotecnologias.
Em 2009, um supercomputador baseado no SUSE Linux feito pelo Instituto de Pesquisa Aeroespacial do Irã (ARI) foi lançado com 32 núcleos e agora executa 96 núcleos. Seu desempenho foi fixado em 192 GFLOPS. O robô humanoide iraniano Surena II, que foi projetado por engenheiros da Universidade de Teerã, foi revelado em 2010. O Instituto de Engenheiros Elétricos e Eletrônicos (IEEE) colocou o nome de Surena entre os cinco robôs proeminentes do mundo após analisar seu desempenho.
No final de 2006, cientistas iranianos clonaram com sucesso uma ovelha por transferência nuclear de células somáticas, no Centro de Pesquisa Royan em Teerã. De acordo com um estudo de David Morrison e Ali Khadem Hosseini (Harvard-MIT e Cambridge), a pesquisa com células-tronco no Irã está entre as dez principais do mundo.
O país colocou seu satélite Omid em órbita no 30º aniversário da Revolução Iraniana, em 2 de fevereiro de 2009, por meio de seu primeiro veículo de lançamento descartável Safir, tornando-se o nono país do mundo capaz de produzir e enviar satélites artificiais ao espaço a partir de um lançador de fabricação nacional.
O programa nuclear iraniano foi lançado na década de 1950. O Irã é o sétimo país a produzir hexafluoreto de urânio e controla todo o ciclo do combustível nuclear.
Cientistas iranianos fora do Irã também fizeram algumas contribuições importantes para a ciência. Em 1960, Ali Javan coinventou o primeiro laser de gás e a teoria dos conjuntos difusos foi introduzida por Lotfi A. Zadeh. O cardiologista iraniano Tofigh Mussivand inventou e desenvolveu a primeira bomba cardíaca artificial, o precursor do coração artificial. Ampliando a pesquisa e o tratamento do diabetes, o HbA1c foi descoberto por Samuel Rahbar. A física iraniana é especialmente forte na teoria das cordas, com muitos artigos sendo publicados no Irã. O teórico das cordas iraniano-estadunidense Kamran Vafa propôs o teorema de Vafa-Witten junto com Edward Witten. Em agosto de 2014, a matemática iraniana Maryam Mirzakhani se tornou a primeira mulher, bem como a primeira iraniana, a receber a Medalha Fields, o maior prêmio em matemática.

### Mídia

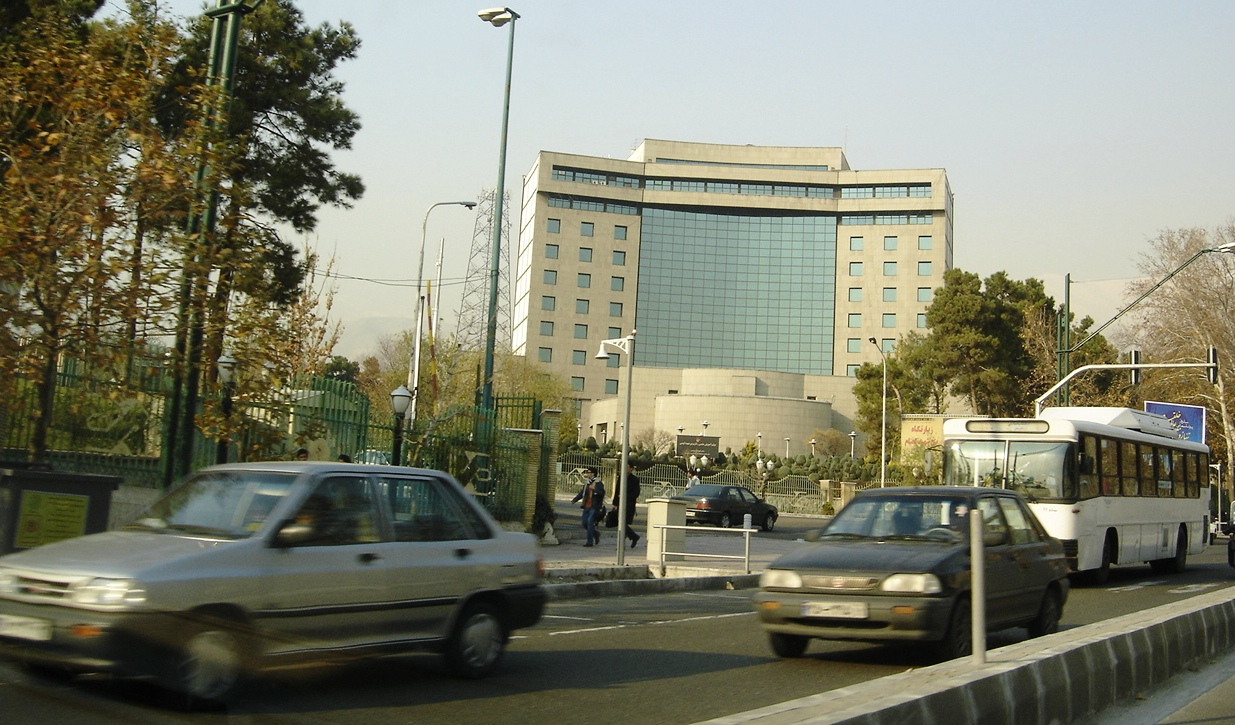
Sede da Radiotelevisão da República Islâmica do Irã

O Irã é um dos países com pior situação de liberdade de imprensa, ocupando a 164ª posição entre 180 países no Índice de Liberdade de Imprensa (em 2018). O Ministério da Cultura e Orientação Islâmica é o principal departamento governamental iraniano responsável pela política cultural, incluindo atividades relacionadas a comunicações e informações.
Os primeiros jornais do Irã foram publicados durante o reinado de Naceradim Xá Cajar da dinastia Cajar em meados do século XIX. A maioria dos jornais publicados no Irã é em persa, a língua oficial do país. Os periódicos de maior circulação do país são baseados em Teerã, entre os quais estão Etemad, Ettela'at, Kayhan, Hamshahri, Resalat e Shargh.
A televisão foi introduzida no Irã em 1958. Embora os Jogos Asiáticos de 1974 tenham sido transmitidos em cores, a programação colorida começou em 1978. Desde a Revolução de 1979, a maior empresa de mídia do Irã é a Radiotelevisão da República Islâmica do Irã (IRIB, sigla em inglês). Apesar das restrições à televisão não doméstica, cerca de 65% dos residentes da capital e cerca de 30 a 40% dos residentes fora da capital acessam canais de televisão em todo o mundo por meio de antenas parabólicas, embora observadores afirmem que os números provavelmente serão superior.
O Irã recebeu acesso à Internet em 1993. De acordo com o Internet World Stats, em 2017, cerca de 69,1% da população era usuária da rede. O Irã ocupa a 17ª posição entre os países em número de usuários de Internet. De acordo com as estatísticas fornecidas pela empresa de informações da web Alexa, o Google Search é o mecanismo de busca mais usado no Irã e o Instagram é o serviço de rede social online mais popular. O acesso direto a muitos sites populares em todo o mundo foi bloqueado no Irã, incluindo o Facebook, que está bloqueado desde 2009 devido à organização de protestos antigovernamentais no site. No entanto, em 2017, o Facebook tinha cerca de 40 milhões de assinantes baseados no Irã (48,8% da população) que usam redes privadas virtuais e servidores proxy para acessar o site. Alguns dos próprios funcionários verificaram contas em sites de redes sociais que são bloqueados pelas autoridades, incluindo Facebook e Twitter. Cerca de 90% do comércio eletrônico do Irã ocorre na loja online iraniana Digikala, que tem cerca de 750 mil visitantes por dia, mais de 2,3 milhões de assinantes e é a loja online mais visitada no Oriente Médio.

### Transportes

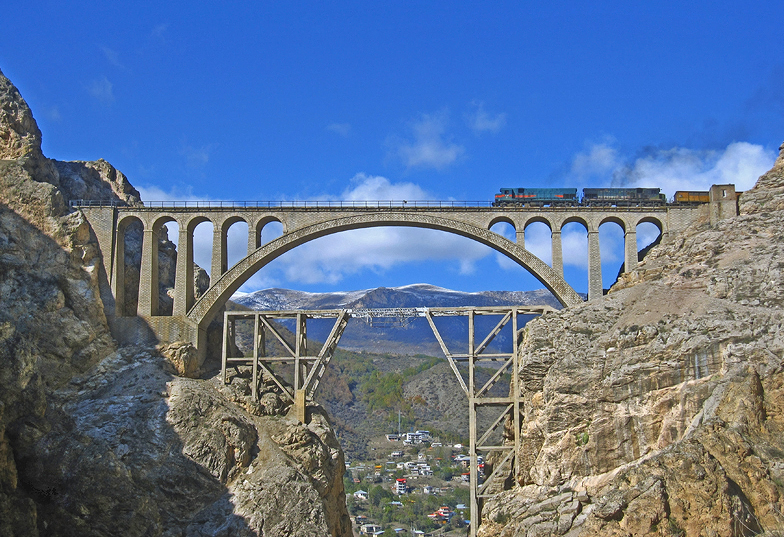
Ponte de Veresk, no Mazandarão, parte da Ferrovia Trans-Iraniana

O Irã tem um longo sistema de estradas pavimentadas ligando a maioria de suas cidades. Em 2011, o país tinha 173 000 km de estradas, dos quais 73% foram pavimentados. Em 2008, havia quase 100 automóveis de passageiros para cada mil habitantes.
O sistema ferroviário iraniano opera 11 106 km de trilhos. O principal porto de entrada do país é Bandar-Abbas, no Estreito de Ormuz. Depois de chegar ao Irã, as mercadorias importadas são distribuídas em todo o país por caminhões e trens de carga. A ferrovia Teerã-Bandar-Abbas, inaugurada em 1995, conecta Bandar-Abbas ao sistema ferroviário da Ásia Central via Teerã e Mashhad. Outros portos importantes incluem Bandar-e Anzali e Bandar e-Torkeman, no Mar Cáspio, e Khorramshahr e Bandar-e Emam Khomeyni, no Golfo Pérsico.
Dezenas de cidades possuem aeroportos que atendem aviões de passageiros e de carga. A Iran Air, a companhia aérea nacional, foi fundada em 1962 e opera voos domésticos e internacionais. Todas as grandes cidades têm sistemas de transporte de massa usando ônibus e várias empresas privadas fornecem serviço de ônibus entre as cidades. Hamadan e Teerã detêm a maior centralidade de intermediação e proximidade entre as cidades do Irã, com relação às rotas rodoviárias e aéreas, respectivamente.
O transporte no Irã é barato por causa do subsídio do governo ao preço da gasolina. A desvantagem é uma grande atração sobre os cofres do governo, ineficiência econômica devido a padrões de consumo altamente desperdiçadores, contrabando com países vizinhos e poluição do ar. Em 2008, mais de um milhão de pessoas trabalhavam no setor de transportes, respondendo por 9% do PIB iraniano.

### Energia

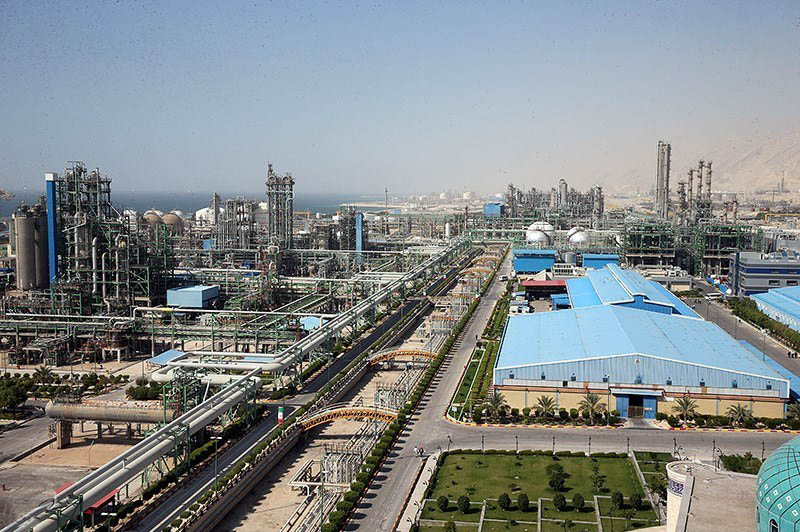
Complexo petroquímico em Buxer. O Irã tem a quarta maior reserva de petróleo do mundo

O Irã tem a segunda maior reserva comprovada de gás natural do mundo, depois da Rússia, com 33,6 trilhões de m3, e a terceira maior produção de gás natural, depois da Indonésia e da Rússia. Ele também ocupa o quarto lugar em reservas de petróleo, com uma estimativa de 153,6 bilhões de barris. É o segundo maior exportador de petróleo da OPEP e é uma superpotência energética. Em 2005, o Irã gastou 4 bilhões de dólares na importação de combustível, devido ao contrabando e ao uso doméstico ineficiente.
Em 2004, uma grande parte das reservas de gás natural do Irã não era explorada. O acréscimo de novas usinas hidrelétricas e a otimização das estações convencionais de carvão e petróleo aumentaram a capacidade instalada para 33 000 megawatts. Desse montante, cerca de 75% foram baseados no gás natural, 18% no petróleo e 7% na energia hidrelétrica. Em 2004, o Irã abriu suas primeiras usinas eólicas e geotérmicas e a primeira usina solar entrou em operação em 2009. O Irã é o terceiro país do mundo a ter desenvolvido a tecnologia GTL.
As tendências demográficas e a intensificação da industrialização fazem com que a demanda por energia elétrica cresça 8% ao ano. A meta do governo de 53 000 MW de capacidade instalada até 2010 deve ser alcançada com a instalação de novas usinas movidas a gás e adicionando energia hidrelétrica e capacidade de geração de energia nuclear. A primeira usina nuclear do Irã em Bushire entrou em operação em 2011. É a segunda usina nuclear já construída no Oriente Médio depois da Usina Nuclear Metsamor, na Armênia.

## Cultura

### Arte

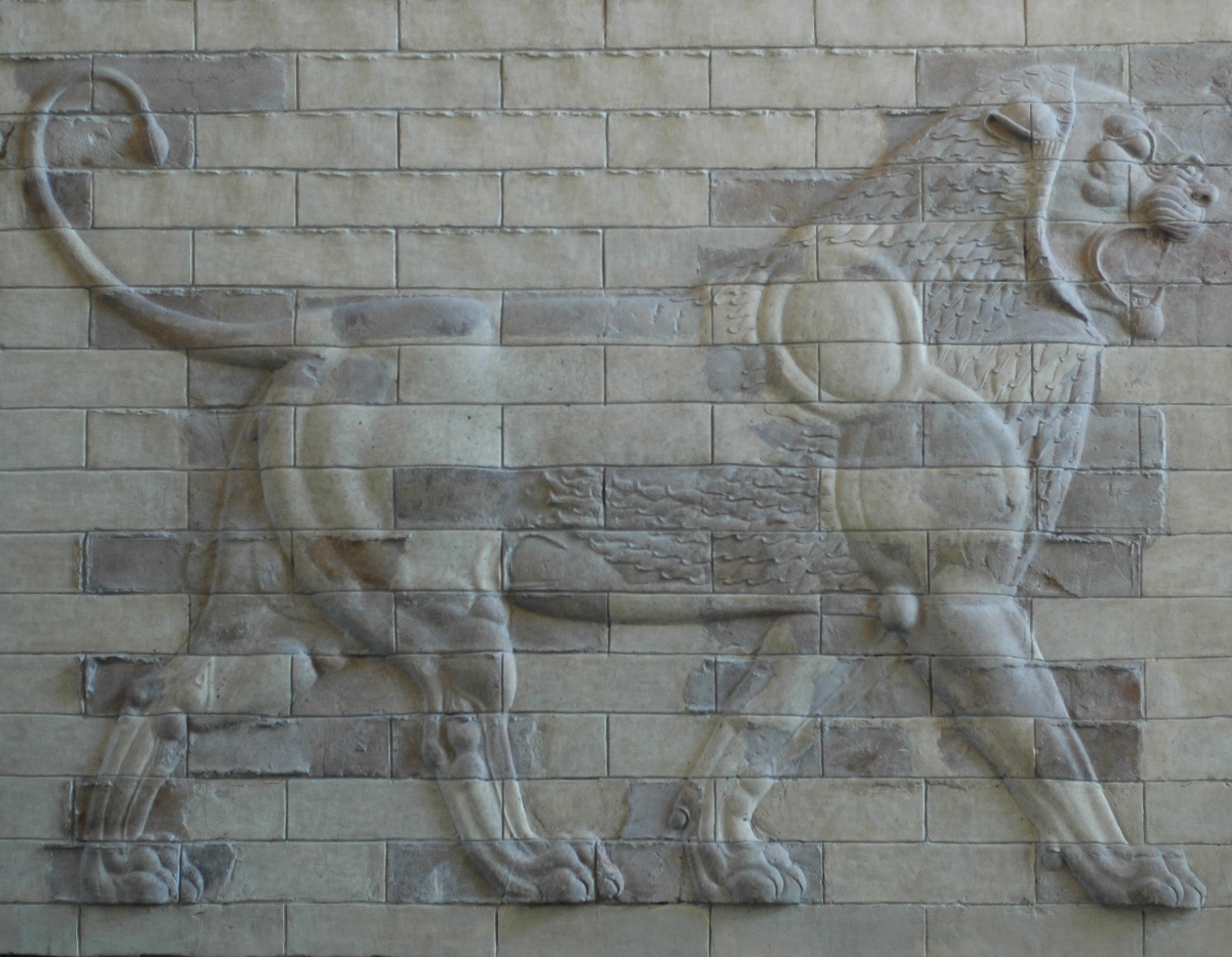
Relevo de um leão no palácio de Dario I, Museu do Louvre

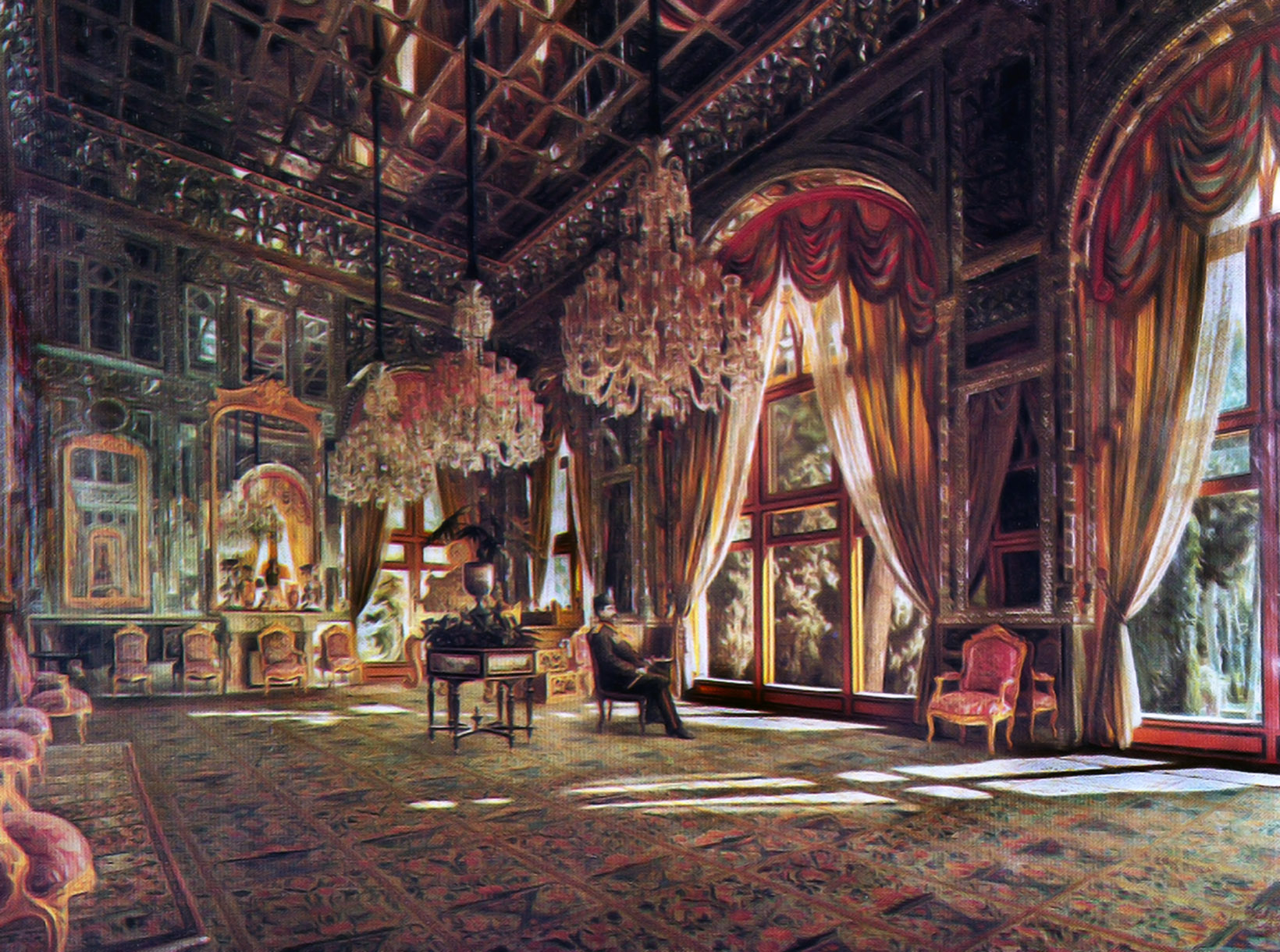
Sala dos Espelhos de Kamal-ol-molk, muitas vezes considerado um ponto de partida na arte moderna iraniana

A arte do Irã abrange muitas disciplinas, incluindo arquitetura, alvenaria, metalurgia, tecelagem, cerâmica, pintura e caligrafia. As obras de arte iranianas apresentam uma grande variedade de estilos, em diferentes regiões e períodos. A arte dos medos permanece obscura, mas foi teoricamente atribuída ao estilo cita. Os aquemênidas emprestaram muito da arte de suas civilizações vizinhas, mas produziram uma síntese de um estilo único, com uma arquitetura eclética remanescente em locais como Persépolis e Pasárgada. A iconografia grega foi importada pelos selêucidas, seguida pela recombinação de elementos helenísticos e anteriores do Oriente Próximo na arte dos partas, com vestígios como o Templo de Anaíta. Na época dos sassânidas, a arte iraniana passou por um renascimento geral. Embora de desenvolvimento pouco claro, a arte sassânida foi altamente influente e se espalhou por regiões distantes. O Arco de Ctesifonte e o Naqsh-i Rustam estão entre os monumentos sobreviventes do período sassânida.
Durante a Idade Média, a arte sassânida desempenhou um papel proeminente na formação da arte medieval europeia e asiática, que se estendeu ao mundo islâmico e muito do que mais tarde ficou conhecido como aprendizado islâmico — incluindo medicina, arquitetura, filosofia, filologia e literatura — eram de base sassânida.
A era safávida é conhecida como a Idade de Ouro da arte iraniana e mostram um desenvolvimento muito mais unitário do que em qualquer outro período, como parte de uma evolução política que reunificou o Irã como uma entidade cultural. A arte safávida exerceu influências perceptíveis sobre os vizinhos otomanos, os mogois e os decanos, e também foi influente por meio de sua moda e arquitetura de jardins na Europa dos séculos XI a XVII.
A arte contemporânea do Irã tem suas origens na época de Kamal-ol-molk, um proeminente pintor realista da corte da dinastia Cajar que afetou as normas da pintura e adotou um estilo naturalista que competia com as obras fotográficas. Uma nova escola iraniana de belas artes foi fundada por Kamal-ol-Molk em 1928.
Os modernistas de vanguarda do Irã surgiram com a chegada de novas influências ocidentais durante a Segunda Guerra Mundial. A vibrante cena da arte contemporânea se originou no final dos anos 1940, e a primeira galeria de arte moderna de Teerã, Apadana, foi inaugurada em setembro de 1949 pelos pintores Mahmud Javadipur, Hosein Kazemi e Hushang Ajudani. Os novos movimentos receberam incentivo oficial em meados da década de 1950, o que levou ao surgimento de artistas como Marcos Grigorian, sinalizando um compromisso com a criação de uma forma de arte moderna baseada no Irã.
A tecelagem de tapetes do Irã tem suas origens na Idade do Bronze e é uma das manifestações mais distintas da arte iraniana. O Irã é o maior produtor e exportador mundial de tapetes feitos à mão, produzindo três quartos da produção total mundial e tendo uma participação de 30% dos mercados de exportação mundiais.

### Arquitetura

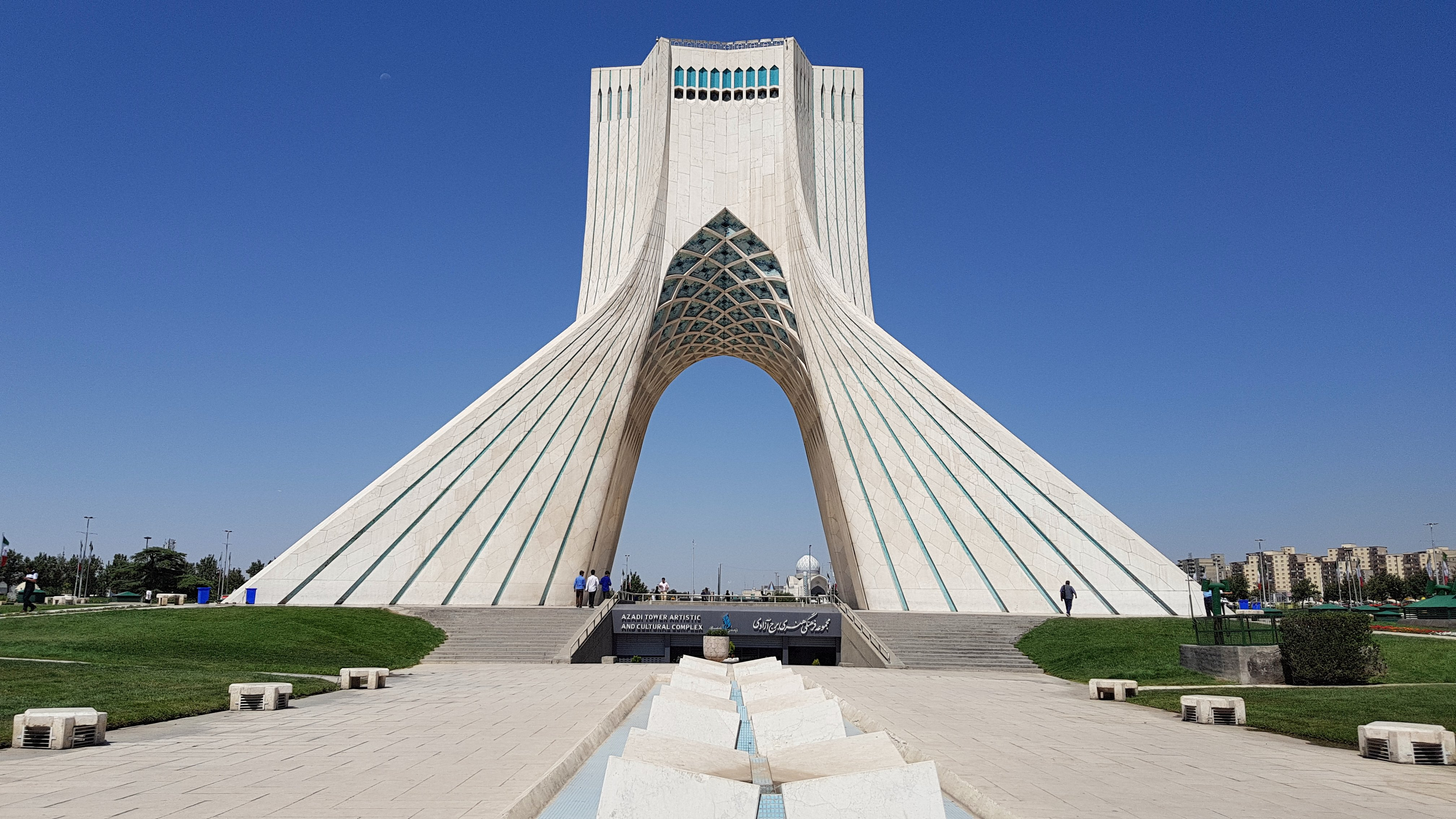
Torre Azadi, do arquiteto Hossein Amanat

A história da arquitetura no Irã remonta ao sétimo milênio a.C. Os iranianos foram os primeiros a usar matemática, geometria e astronomia na arquitetura. A arquitetura iraniana exibe uma grande variedade, tanto estrutural quanto estética, desenvolvendo-se gradual e coerentemente a partir de tradições e experiências anteriores.
O motivo condutor da arquitetura iraniana é seu simbolismo cósmico, "pelo qual o homem é colocado em comunicação e participação com os poderes do céu". Este tema não só deu unidade e continuidade à arquitetura da Pérsia, mas também foi uma fonte primária de seu caráter emocional.
O Irã ocupa o sétimo lugar na lista da UNESCO de países com o maior número de ruínas arqueológicas e atrações da antiguidade. Segundo o historiador e arqueólogo persa Arthur Pope, a suprema arte iraniana, no sentido próprio da palavra, sempre foi sua arquitetura. A supremacia da arquitetura se aplica aos períodos pré e pós-islâmicos.

### Literatura

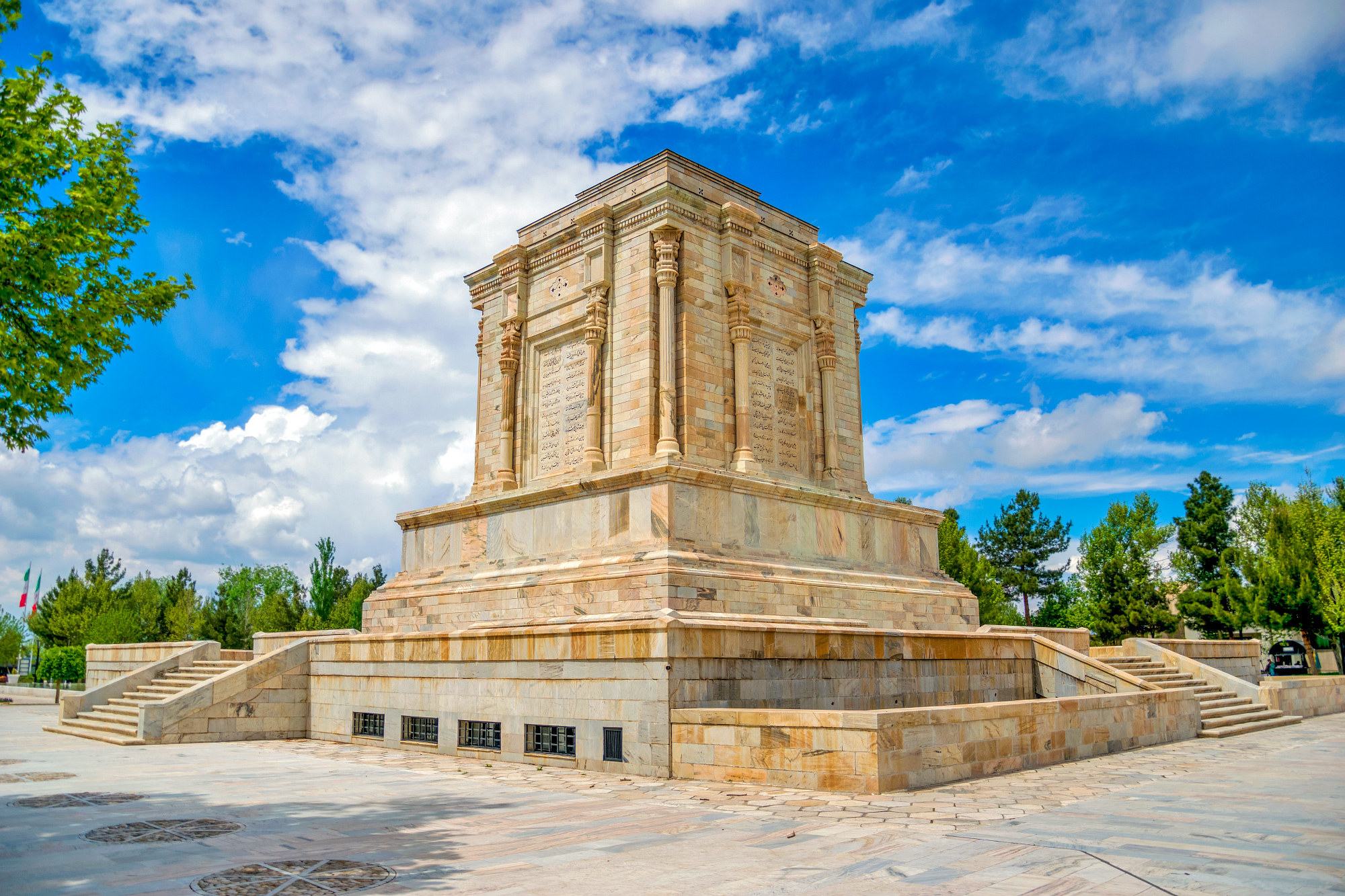
Tumba do poeta Ferdusi, que escreveu Épica dos Reis, um dos épicos nacionais

A tradição literária mais antiga do Irã é a do avéstico, a antiga língua sagrada iraniana do Avestá, que consiste nos textos lendários e religiosos do zoroastrismo e da antiga religião iraniana, com seus primeiros registros datando dos tempos pré-aquemênidas.
Das várias línguas modernas usadas no Irã, o persa, vários dialetos dos quais são falados em todo o planalto iraniano, tem a literatura mais influente. O persa foi considerado uma língua digna de servir de canal para a poesia e é considerado um dos quatro principais corpos da literatura mundial.
O Irã tem vários poetas medievais famosos, mais notavelmente Rumi, Ferdusi, Hafez, Saadi de Xiraz, Omar Khayyam e Nezami Ganjavi. A literatura iraniana também inspirou escritores como Johann Wolfgang von Goethe, Henry David Thoreau e Ralph Waldo Emerson.

### Música
O Irã é aparentemente o local de nascimento dos primeiros instrumentos musicais complexos, datando do terceiro milênio a.C. O uso de harpas angulares verticais e horizontais foi documentado nos locais Madaktu e Kul-e Farah, onde está a maior coleção de instrumentos elamitas já registrados. Múltiplas representações de harpas horizontais também foram esculpidas em palácios assírios, datando de 865 a 650 a.C.

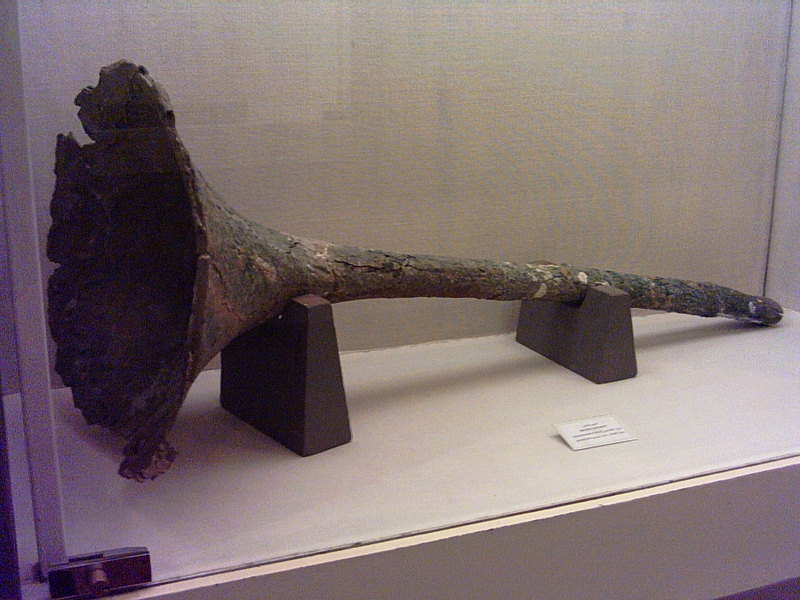
Zurna, um antigo instrumento musical iraniano do século VI a.C., Museu de Persépolis

A Ciropédia de Xenofonte menciona um grande número de mulheres cantoras na corte do Império Aquemênida. Ateneu de Náucratis, em seu Banquete dos Eruditos, aponta para a captura de meninas cantantes na corte do último rei aquemênida Dario III (r. 336–330 a.C.)) pelo general macedônio Parmênion. Sob o Império Parta, o gōsān (menestrel) tinha um papel proeminente na sociedade. De acordo com a Vida de Crasso de Plutarco (32.3), eles elogiaram seus heróis nacionais e ridicularizaram seus rivais romanos. Da mesma forma, a Geographica de Estrabão relata que os jovens partas aprenderam canções sobre "as ações tanto dos deuses quanto dos homens mais nobres". A história da música sassânida está mais bem documentada do que nos períodos anteriores, e é especialmente mais evidente nos textos de avestão.
A primeira orquestra sinfônica do Irã, a Orquestra Sinfônica de Teerã, foi fundada por Qolam-Hoseyn Minbashian em 1933. Foi reformada por Parviz Mahmoud em 1946 e é atualmente a maior e mais antiga orquestra sinfônica iraniana. Mais tarde, no final dos anos 1940, Ruhollah Khaleqi fundou a primeira sociedade musical nacional do país e estabeleceu a Escola de Música Nacional em 1949.
A música pop iraniana tem suas origens na dinastia Cajar. Foi desenvolvido significativamente desde a década de 1950, usando instrumentos e formas nativos acompanhados por guitarra e outras características importadas. O surgimento de gêneros como rock na década de 1960 e hip hop na década de 2000 também resultou em grandes movimentos e influências na música iraniana.

### Cinema

Reprodução das inscrições em uma taça de barro do terceiro do sudeste do Irã, possivelmente o exemplo mais antigo de animação do mundo

Uma taça de barro do terceiro milênio a.C. descoberta em Shahr-e Sūkhté, um assentamento urbano da Idade do Bronze no sudeste do Irã, mostra o que poderia ser o exemplo mais antigo de animação do mundo. O artefato, associado a cultura jiroft, carrega cinco imagens sequenciais representando uma cabra selvagem pulando para comer as folhas de uma árvore.
No início do século XX, a indústria do cinema chegou ao Irã. Até o início dos anos 1930, havia cerca de 15 salas de cinema em Teerã e 11 em outras províncias. Os anos 1960 foi uma década significativa para o cinema iraniano, com 25 filmes comerciais produzidos anualmente em média ao longo do início da década, aumentando para 65 no final da década. A maior parte da produção se concentrou em melodramas e thrillers.
Após a Revolução de 1979 e após a Revolução Cultural, uma nova era emergiu no cinema iraniano, principalmente com nomes como Abbas Kiarostami e Jafar Panahi. Kiarostami, um aclamado diretor iraniano, plantou o país firmemente no mapa do cinema mundial quando ganhou a Palma de Ouro por O Gosto de Cereja em 1997. A presença contínua de filmes iranianos em festivais internacionais de prestígio, como o Festival de Cinema de Cannes, o Festival de Cinema de Veneza e o Festival Internacional de Cinema de Berlim, atraiu a atenção mundial para as obras-primas iranianas. Em 2006, seis filmes iranianos, de seis estilos diferentes, representaram o cinema iraniano no Festival de Berlim. Os críticos consideraram este um evento notável na história do cinema iraniano.

### Culinária

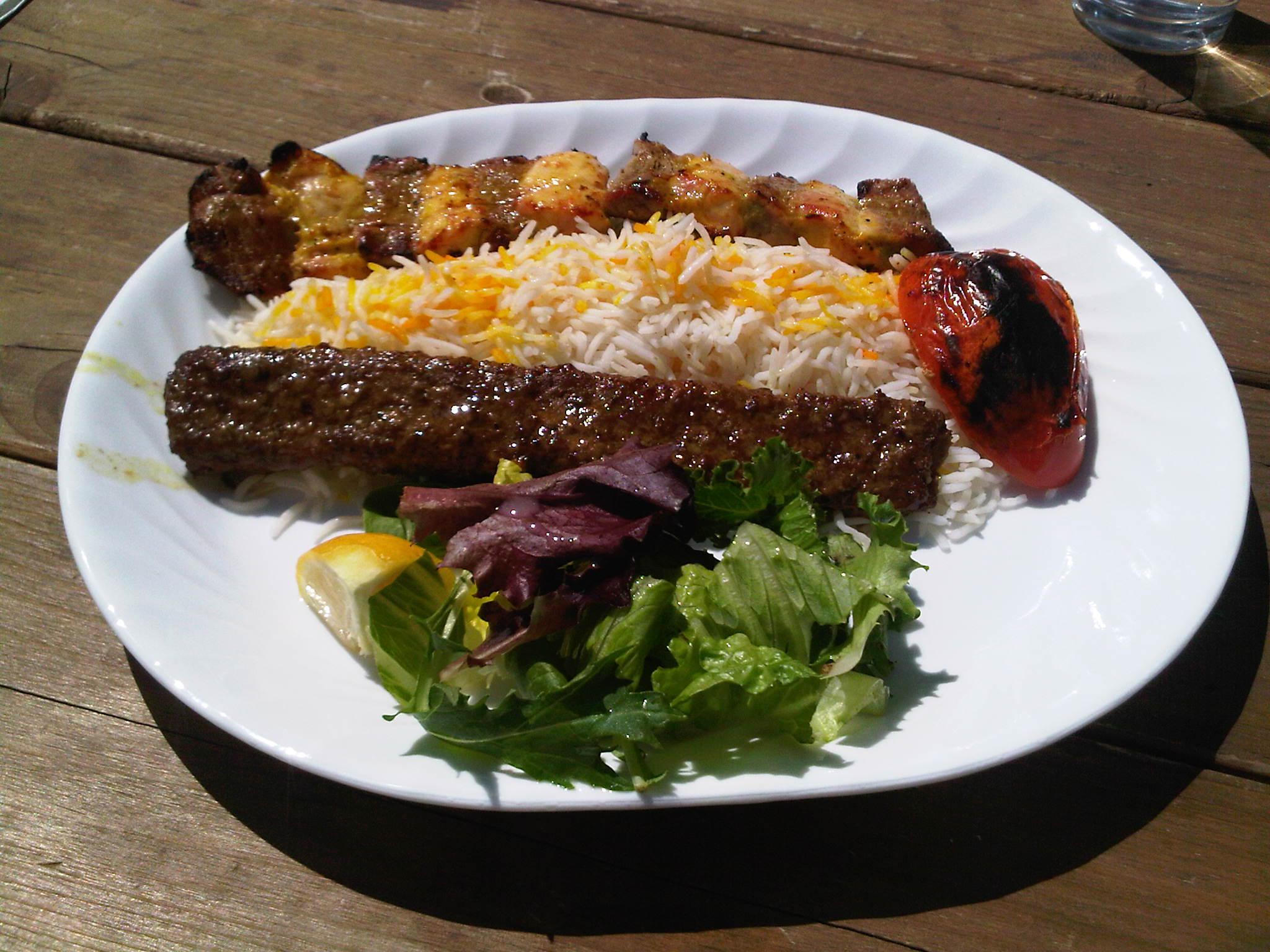
Kebab com arroz, um dos pratos tradicionais do país

A cultura culinária do Irã tem interagido historicamente com as cozinhas das regiões vizinhas, incluindo cozinha caucasiana, culinária turca, cozinha levantina, cozinha grega, cozinha da Ásia Central e cozinha russa. Por meio dos vários sultanatos muçulmanos persianizados e da dinastia mogol da Ásia Central, aspectos da culinária iraniana também foram adotados na culinária indiana e paquistanesa.
A culinária iraniana inclui uma grande variedade de pratos principais, como vários tipos de kebab e pilaf. Na cultura iraniana, o chá (čāy) é amplamente consumido. O Irã é o sétimo maior produtor de chá do mundo e uma xícara de chá é normalmente a primeira coisa oferecida a um convidado.
Uma das sobremesas mais populares do Irã é a falude, consistindo de aletria em um xarope de água de rosas, que tem suas raízes no século IV a.C.. Há também o popular sorvete de açafrão, conhecido como bastani sonnati ("sorvete tradicional"), que às vezes é acompanhado de suco de cenoura. O Irã também é famoso por seu caviar.

### Esportes

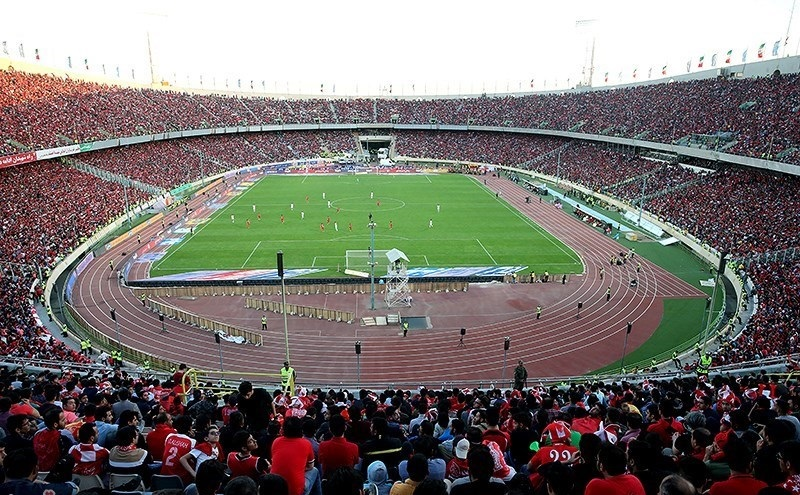
Estádio Azadi, o maior estádio de futebol da Ásia Ocidental

O Irã é provavelmente o local de nascimento do polo, conhecido localmente como čowgān, com seus primeiros registros atribuídos aos antigos medos.
Por ser um país montanhoso, o Irã é um local para esqui, snowboard, escalada e alpinismo. É o lar de vários resorts de esqui, sendo o mais famoso Tochal, Dizin e Shemshak, todos dentro de uma a três horas de viagem da capital Teerã.
O futebol é considerado o esporte mais popular no Irã, com a seleção masculina vencendo a Copa da Ásia em três ocasiões. A seleção masculina manteve sua posição como a melhor equipe da Ásia, ocupando a 33.ª no mundo de acordo com o Ranking Mundial da FIFA (em maio de 2020).
O voleibol é o segundo esporte mais popular no país, tendo vencido os Campeonatos Asiáticos de Voleibol Masculino de 2011 e 2013, a seleção masculina é atualmente a equipe mais forte da Ásia e está em oitavo lugar no Ranking da Federação Internacional de Voleibol (em julho de 2017). O basquete também é popular, com a seleção masculina vencendo três Campeonatos Asiáticos da FIBA desde 2007.